# Computer Apple per CPU

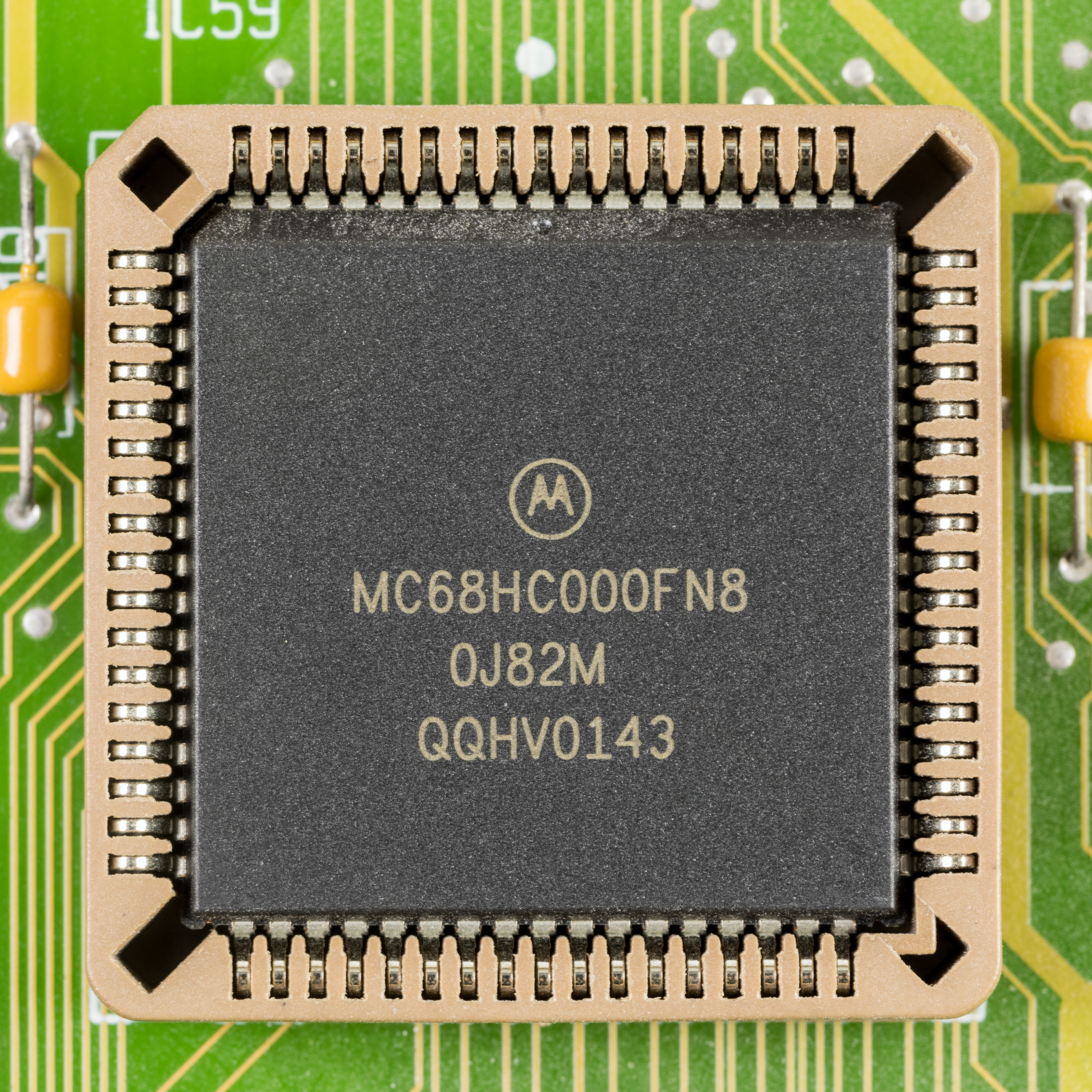
Un processore Motorola 68000

Questa lista dei computer Apple ordinata per CPU comprende tutte le CPU utilizzate da Apple Inc. per i suoi computer Macintosh, ordinati secondo i seguenti criteri:
- famiglie di processori;
- modelli di processori;
- modelli di computer in ordine cronologico.

## Motorola 68000

### Motorola 68000

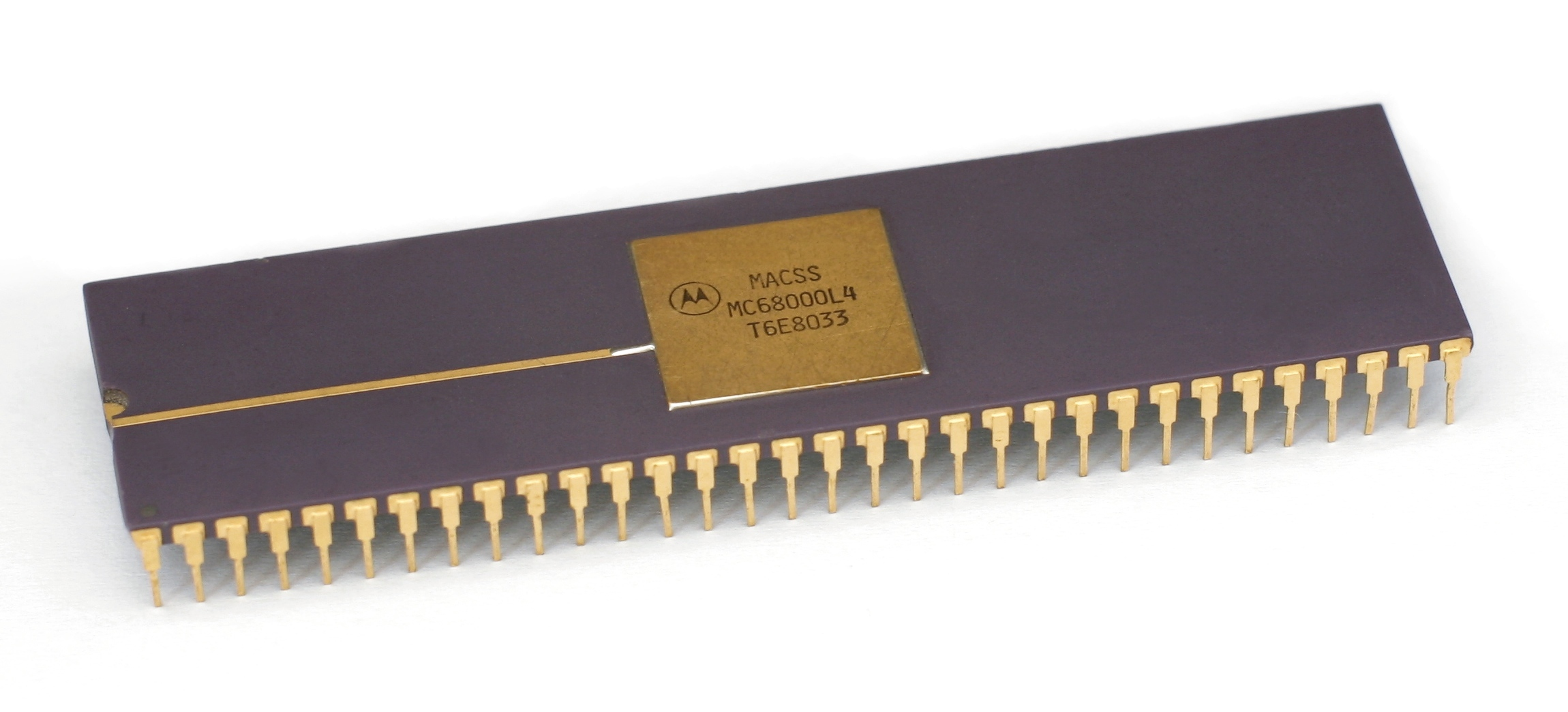
Un processore Motorola 68000 in formato dual in-line package (utilizzato nei primi modelli Macintosh)

Il Motorola 68000 fu il primo processore Macintosh. Aveva registri del processore a 32 bit, bus di indirizzo a 24 bit e data path a 16 bit; Motorola lo definiva un "microprocessore a 16/32 bit".
| Processore | Modello            | Velocità clock (MHz) | Velocità FBS (MT/s) | Cache L1 (byte) | Inizio produzione | Fine produzione |
| ---------- | ------------------ | -------------------- | ------------------- | --------------- | ----------------- | --------------- |
| MC68000    | Lisa               | 5                    | 5                   | —               | gennaio 1983      | gennaio 1984    |
| MC68000    | Lisa 2             | 5                    | 5                   | —               | gennaio 1984      | gennaio 1985    |
| MC68000    | Macintosh          | 8                    | 8                   | —               | gennaio 1984      | ottobre 1985    |
| MC68000    | Macintosh 512K     | 8                    | 8                   | —               | settembre 1984    | aprile 1986     |
| MC68000    | Macintosh XL       | 5                    | 5                   | —               | gennaio 1985      | aprile 1985     |
| MC68000    | Macintosh Plus     | 8                    | 8                   | —               | gennaio 1986      | ottobre 1990    |
| MC68000    | Macintosh 512Ke    | 8                    | 8                   | —               | aprile 1986       | settembre 1987  |
| MC68000    | Macintosh SE       | 8                    | 8                   | —               | marzo 1987        | agosto 1989     |
| MC68000    | Macintosh SE FDHD  | 8                    | 8                   | —               | agosto 1989       | ottobre 1990    |
| MC68000    | Macintosh Classic  | 8                    | 8                   | —               | ottobre 1990      | settembre 1992  |
| MC68HC000  | Macintosh Portable | 16                   | 16                  | —               | settembre 1989    | ottobre 1991    |
| MC68HC000  | PowerBook 100      | 16                   | 16                  | —               | ottobre 1991      | agosto 1992     |

### Motorola 68020

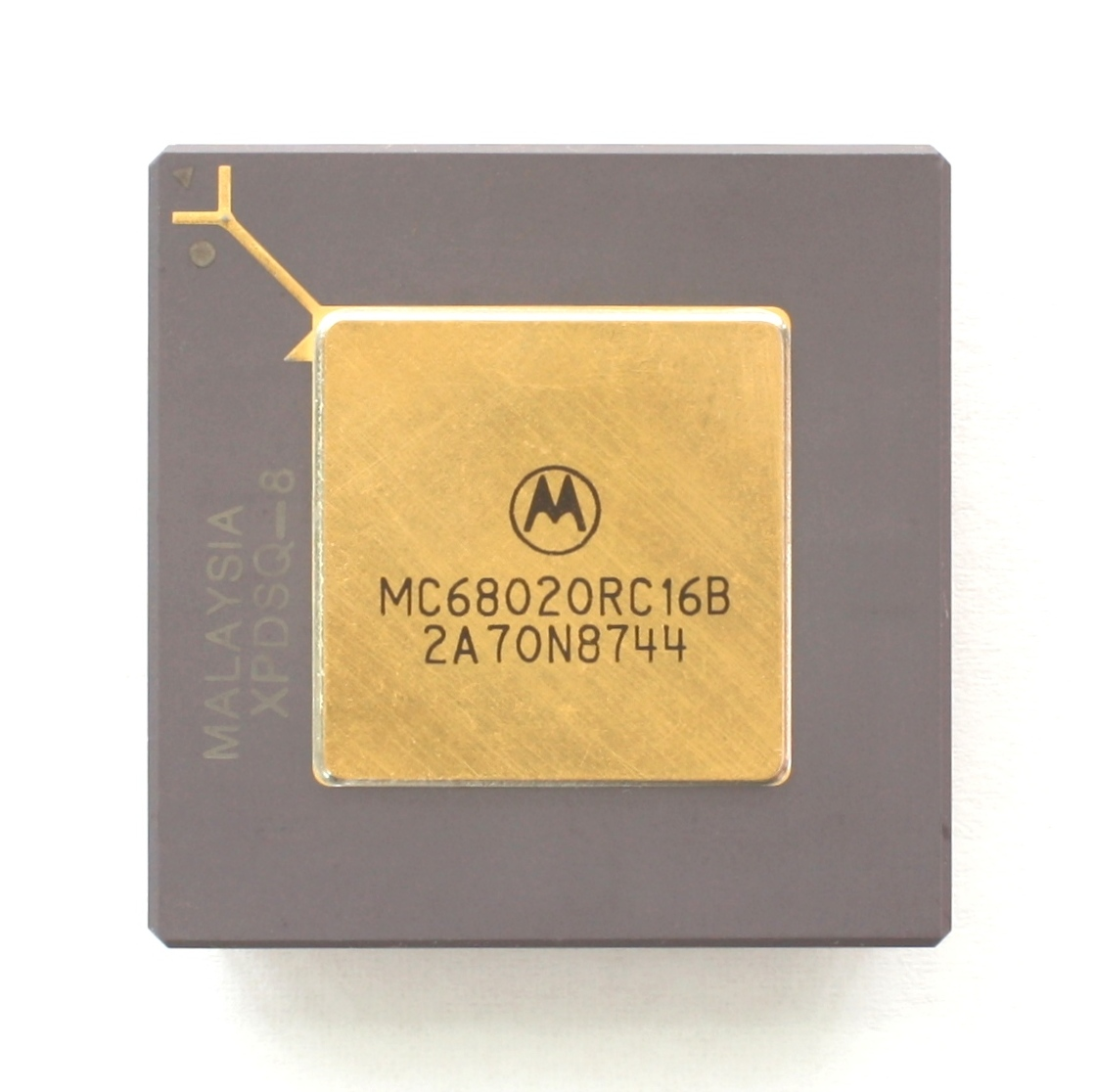
Un processore Motorola 68020

Il Motorola 68020 fu il primo processore Mac a 32 bit, usato per la prima volta sul Macintosh II. Tale processore apportò diversi miglioramenti rispetto al 68000, tra cui una cache delle istruzioni, e fu il primo processore a supportare un'unità di gestione della memoria, il Motorola 68851.
Il Macintosh LC aveva un 68020 con un bus di sistema a 16 bit e gli ASIC che limitavano la RAM a 10 MB (rispetto al limite dei bus a 32 bit, che supportavano fino a 4 GB).
| Processore | Modello      | Velocità clock (MHz) | Velocità FBS (MT/s) | Cache L1 (byte) | Data path/ Indirizzo (bit) | FPU   | MMU               | Inizio produzione | Fine produzione |
| ---------- | ------------ | -------------------- | ------------------- | --------------- | -------------------------- | ----- | ----------------- | ----------------- | --------------- |
| MC68020    | Macintosh II | 16                   | 16                  | 256             | 32/16                      | 68881 | 68851 (opzionale) | marzo 1987        | gennaio 1990    |
| MC68020    | Macintosh LC | 16                   | 16                  | 256             | 16/16                      | —     | —                 | ottobre 1990      | marzo 1992      |

### Motorola 68030

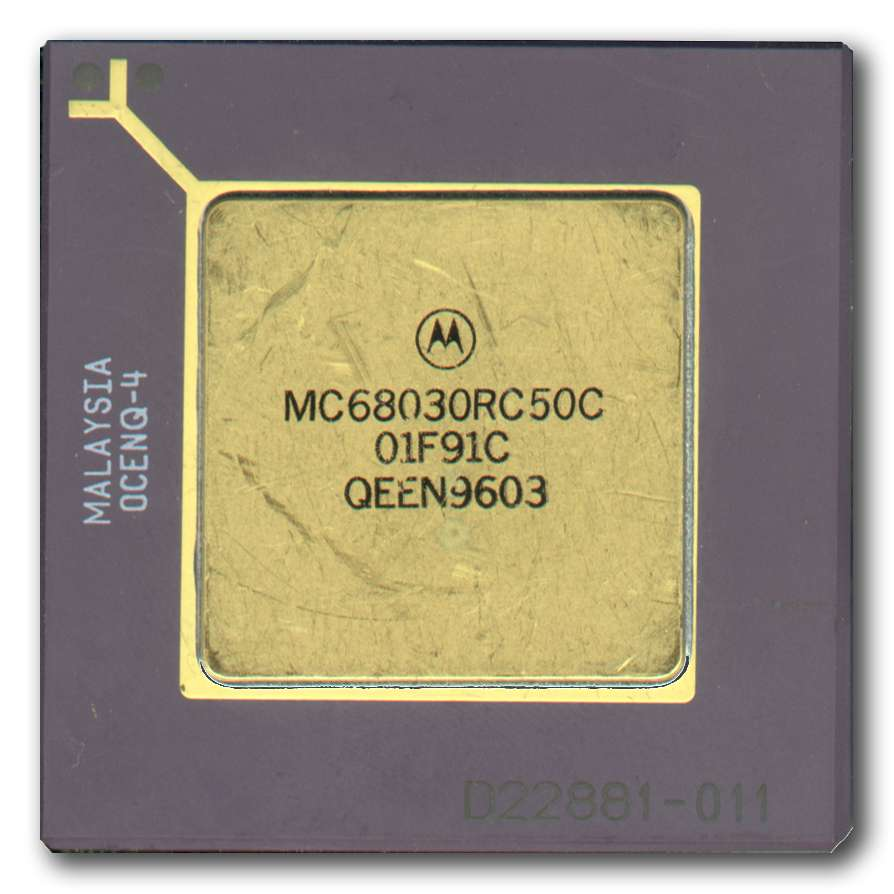
Un processore Motorola 68030

Il Motorola 68030 fu il primo processore Mac con un'unità di gestione della memoria integrata, consentendo la memoria virtuale. Un ulteriore miglioramento rispetto al 68020 fu l'aggiunta di una cache dei dati.
| Processore | Modello                                                             | Velocità clock (MHz) | Velocità FBS (MT/s) | Cache L1 (byte) | Cache L2 (KB) | Data path/ Indirizzo (bit) | FPU               | Inizio produzione | Fine produzione |
| ---------- | ------------------------------------------------------------------- | -------------------- | ------------------- | --------------- | ------------- | -------------------------- | ----------------- | ----------------- | --------------- |
| MC68030    | Macintosh IIx                                                       | 16                   | 16                  | 512             | —             | 32/32                      | 68882             | settembre 1988    | ottobre 1990    |
| MC68030    | Macintosh SE/30                                                     | 16                   | 16                  | 512             | —             | 32/32                      | 68882             | gennaio 1989      | ottobre 1990    |
| MC68030    | Macintosh IIcx                                                      | 16                   | 16                  | 512             | —             | 32/32                      | 68882             | marzo 1989        | febbraio 1991   |
| MC68030    | Macintosh IIci                                                      | 25                   | 25                  | 512             | 0–32          | 32/32                      | 68882             | settembre 1989    | febbraio 1993   |
| MC68030    | Macintosh IIfx                                                      | 40                   | 40                  | 512             | 32            | 32/32                      | 68882             | marzo 1990        | aprile 1992     |
| MC68030    | Macintosh IIsi                                                      | 20                   | 20                  | 512             | —             | 32/32                      | 68882             | ottobre 1990      | marzo 1993      |
| MC68030    | Macintosh Classic II Performa 200                                   | 16                   | 16                  | 512             | —             | 16/32                      | —                 | ottobre 1991      | settembre 1993  |
| MC68030    | PowerBook 140                                                       | 16                   | 16                  | 512             | —             | 32/32                      | —                 | ottobre 1991      | agosto 1992     |
| MC68030    | PowerBook 170                                                       | 25                   | 25                  | 512             | —             | 32/32                      | 68882             | ottobre 1991      | ottobre 1992    |
| MC68030    | Macintosh LC II Performa 400 Performa 405 Performa 410 Performa 430 | 16                   | 16                  | 512             | —             | 16/32                      | —                 | marzo 1992        | marzo 1993      |
| MC68030    | PowerBook 145                                                       | 25                   | 25                  | 512             | —             | 32/32                      | —                 | agosto 1992       | giugno 1993     |
| MC68030    | Performa 600/600CD                                                  | 32                   | 16                  | 512             | 32            | 32/32                      | —                 | settembre 1992    | ottobre 1993    |
| MC68030    | Macintosh IIvi                                                      | 16                   | 16                  | 512             | 32            | 32/32                      | —                 | ottobre 1992      | febbraio 1993   |
| MC68030    | Macintosh IIvx                                                      | 32                   | 16                  | 512             | 32            | 32/32                      | 68882             | ottobre 1992      | ottobre 1993    |
| MC68030    | PowerBook 160                                                       | 25                   | 25                  | 512             | —             | 32/32                      | —                 | ottobre 1992      | agosto 1993     |
| MC68030    | PowerBook 180                                                       | 33                   | 33                  | 512             | —             | 32/32                      | 68882             | ottobre 1992      | maggio 1994     |
| MC68030    | PowerBook Duo 210                                                   | 25                   | 25                  | 512             | —             | 32/32                      | —                 | ottobre 1992      | ottobre 1993    |
| MC68030    | PowerBook Duo 230                                                   | 33                   | 33                  | 512             | —             | 32/32                      | —                 | ottobre 1992      | luglio 1994     |
| MC68030    | Macintosh Color Classic Performa 250 Performa 275                   | 16                   | 16                  | 512             | —             | 16/32                      | 68882 (opzionale) | febbraio 1993     | maggio 1994     |
| MC68030    | Macintosh LC III Performa 450                                       | 25                   | 25                  | 512             | —             | 32/32                      | 68882             | febbraio 1993     | febbraio 1994   |
| MC68030    | PowerBook 165c                                                      | 33                   | 33                  | 512             | —             | 32/32                      | 68882             | febbraio 1993     | dicembre 1993   |
| MC68030    | Macintosh LC 520                                                    | 25                   | 25                  | 512             | —             | 32/32                      | 68882             | giugno 1993       | febbraio 1994   |
| MC68030    | PowerBook 180c                                                      | 33                   | 33                  | 512             | —             | 32/32                      | 68882             | giugno 1993       | marzo 1994      |
| MC68030    | PowerBook 145B                                                      | 25                   | 25                  | 512             | —             | 32/32                      | —                 | luglio 1993       | luglio 1994     |
| MC68030    | PowerBook 165                                                       | 33                   | 33                  | 512             | —             | 32/32                      | —                 | agosto 1993       | luglio 1994     |
| MC68030    | Macintosh LC III+ Performa 460 Performa 466 Performa 467            | 33                   | 33                  | 512             | —             | 32/32                      | 68882             | ottobre 1993      | febbraio 1994   |
| MC68030    | Macintosh Color Classic II                                          | 33                   | 33                  | 512             | —             | 32/32                      | 68882 (opzionale) | ottobre 1993      | maggio 1994     |
| MC68030    | Macintosh TV                                                        | 32                   | 16                  | 512             | —             | 32/32                      | 68882             | ottobre 1993      | febbraio 1994   |
| MC68030    | PowerBook Duo 250                                                   | 33                   | 33                  | 512             | —             | 32/32                      | —                 | ottobre 1993      | maggio 1994     |
| MC68030    | PowerBook Duo 270c                                                  | 33                   | 33                  | 512             | —             | 32/32                      | 68882             | ottobre 1993      | aprile 1994     |
| MC68030    | Macintosh LC 550 Performa 550 Performa 560                          | 33                   | 33                  | 512             | —             | 32/32                      | 68882             | febbraio 1994     | marzo 1995      |
| MC68030    | PowerBook 150                                                       | 33                   | 33                  | 512             | —             | 32/32                      | —                 | luglio 1994       | ottobre 1995    |

### Motorola 68040

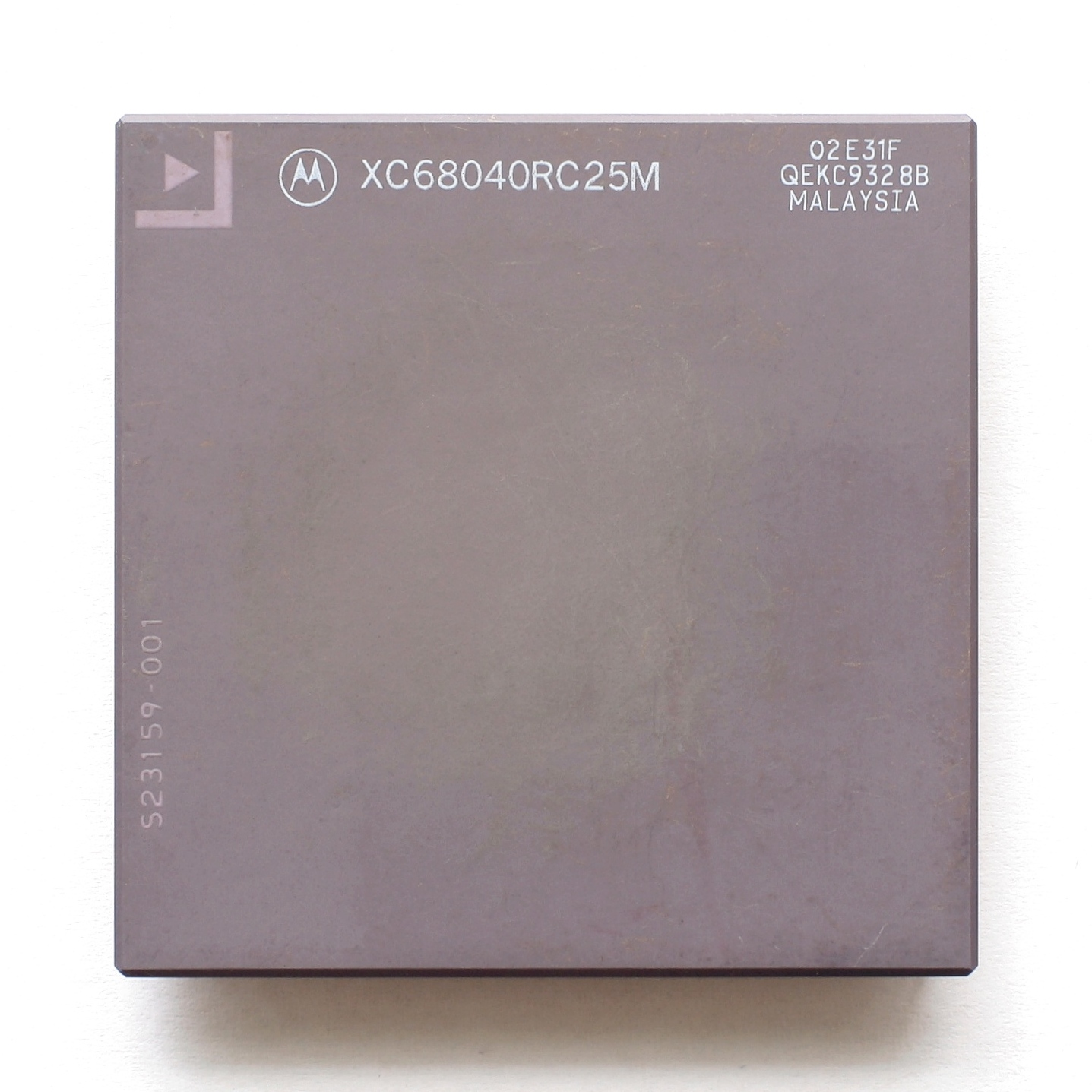
Un processore Motorola 68040

Il Motorola 68040 aveva una miglior velocità di clock e le cache di istruzioni e di dati più ampie rispetto al 68030; inoltre fu il primo processore Mac con un'unità di calcolo in virgola mobile integrata.
La versione MC68LC040 era meno costosa poiché era priva dell'unità di calcolo in virgola mobile.
| Processore | Modello | Velocità clock (MHz) | Velocità FBS (MT/s) | Cache L1 (KB) | Inizio produzione | Fine produzione |
| ---------- | --- | -------------------- | ------------------- | ------------- | ----------------- | --------------- |
| MC68040    | Macintosh Quadra 700 | 25                   | 25                  | 8             | ottobre 1991      | marzo 1993      |
| MC68040    | Macintosh Quadra 900 | 25                   | 25                  | 8             | ottobre 1991      | maggio 1992     |
| MC68040    | Macintosh Quadra 950 | 33                   | 33                  | 8             | maggio 1992       | ottobre 1995    |
| MC68040    | Macintosh Centris 650 | 25                   | 25                  | 8             | febbraio 1993     | ottobre 1993    |
| MC68040    | Macintosh Quadra 800 | 33                   | 33                  | 8             | febbraio 1993     | marzo 1994      |
| MC68040    | Workgroup Server 80 | 33                   | 33                  | 8             | febbraio 1993     | marzo 1994      |
| MC68040    | Workgroup Server 95 | 33                   | 33                  | 8             | marzo 1993        | aprile 1995     |
| MC68040    | Macintosh Quadra 660AV | 25                   | 25                  | 8             | luglio 1993       | settembre 1994  |
| MC68040    | Macintosh Quadra 840AV | 40                   | 40                  | 8             | luglio 1993       | luglio 1994     |
| MC68040    | Macintosh Centris 660AV | 25                   | 25                  | 8             | luglio 1993       | settembre 1994  |
| MC68040    | Workgroup Server 60 | 20–25                | 20–25               | 8             | luglio 1993       | ottobre 1994    |
| MC68040    | Macintosh Quadra 610 | 25                   | 25                  | 8             | ottobre 1993      | luglio 1994     |
| MC68040    | Macintosh Quadra 650 | 33                   | 33                  | 8             | ottobre 1993      | settembre 1994  |
| MC68040    | Macintosh Quadra 630 Macintosh LC 630 Performa 630 Performa 630CD Performa 631CD Performa 635CD Performa 636 Performa 636CD Performa 637CD Performa 638CD Performa 640CD | 33                   | 33                  | 8             | luglio 1994       | ottobre 1995    |
| MC68040    | PowerBook 550c | 33                   | 33                  | 8             | maggio 1995       | aprile 1996     |
| MC68LC040  | Macintosh Centris 610 | 20                   | 20                  | 8             | febbraio 1993     | ottobre 1993    |
| MC68LC040  | Macintosh LC 475 | 25                   | 25                  | 8             | ottobre 1993      | ottobre 1994    |
| MC68LC040  | Macintosh Quadra 605 Performa 475 Performa 476 | 25                   | 25                  | 8             | ottobre 1993      | ottobre 1994    |
| MC68LC040  | Macintosh LC 575 Performa 575 Performa 576 Performa 577 Performa 578 | 33                   | 33                  | 8             | febbraio 1994     | aprile 1995     |
| MC68LC040  | PowerBook Duo 280 | 33                   | 33                  | 8             | aprile 1994       | novembre 1994   |
| MC68LC040  | PowerBook Duo 280c | 33                   | 33                  | 8             | aprile 1994       | gennaio 1996    |
| MC68LC040  | PowerBook 520 | 25                   | 25                  | 8             | maggio 1994       | giugno 1995     |
| MC68LC040  | PowerBook 520c | 25                   | 25                  | 8             | maggio 1994       | settembre 1995  |
| MC68LC040  | PowerBook 540 | 33                   | 33                  | 8             | maggio 1994       | ottobre 1994    |
| MC68LC040  | PowerBook 540c | 33                   | 33                  | 8             | maggio 1994       | agosto 1995     |
| MC68LC040  | Macintosh LC 580 Performa 580CD Performa 588CD | 33                   | 33                  | 8             | aprile 1995       | aprile 1996     |
| MC68LC040  | PowerBook 190 | 33                   | 33                  | 8             | agosto 1995       | giugno 1996     |
| MC68LC040  | PowerBook 190cs | 33                   | 33                  | 8             | agosto 1995       | ottobre 1996    |

## PowerPC

### PowerPC 601

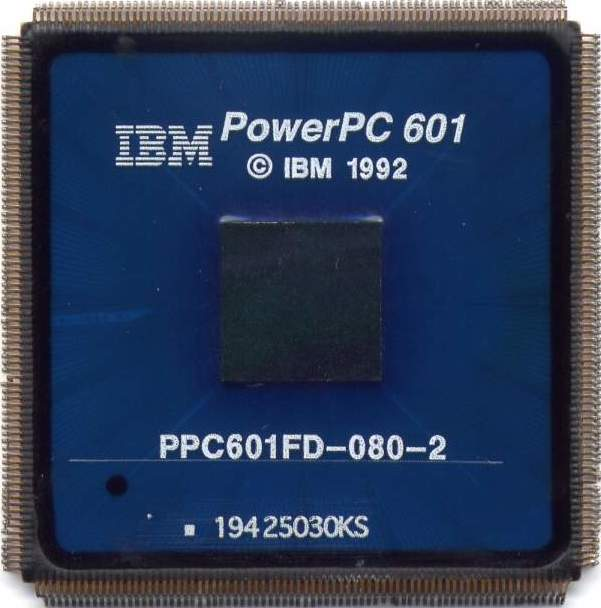
Un processore IBM PowerPC 601

Il PowerPC 601 fu il primo processore Mac a supportare l'instruction set PowerPC a 32 bit.
| Processore   | Modello | Velocità clock (MHz) | Velocità FBS (MT/s) | Cache L1 (KB) (dati/ istr.) | Cache L2 (KB) | Inizio produzione | Fine produzione |
| ------------ | --- | -------------------- | ------------------- | --------------------------- | ------------- | ----------------- | --------------- |
| PowerPC 601  | Power Macintosh 6100 Performa 6110CD Performa 6112CD Performa 6115CD Performa 6116CD Performa 6117CD Performa 6118CD | 60–66                | 30,0–33,3           | 16/16                       | —             | marzo 1994        | ottobre 1995    |
| PowerPC 601  | Power Macintosh 7100                                                                                                 | 66–80                | 33,3–40,0           | 16/16                       | —             | marzo 1994        | gennaio 1996    |
| PowerPC 601  | Power Macintosh 8100                                                                                                 | 80–110               | 33,3–40,0           | 16/16                       | 256           | marzo 1994        | luglio 1995     |
| PowerPC 601  | Workgroup Server 6150                                                                                                | 60–66                | 30,0–33,3           | 16/16                       | —             | aprile 1994       | aprile 1996     |
| PowerPC 601  | Workgroup Server 8150                                                                                                | 80–110               | 36,7–40,0           | 16/16                       | 256           | aprile 1994       | aprile 1996     |
| PowerPC 601  | Workgroup Server 9150                                                                                                | 80–120               | 40,0                | 16/16                       | 512–1024      | aprile 1994       | maggio 1996     |
| PowerPC 601  | Power Macintosh 7200                                                                                                 | 75–120               | 37,5–40,0           | 16/16                       | —             | maggio 1995       | febbraio 1997   |
| PowerPC 601  | Power Macintosh 8200                                                                                                 | 100–120              | 40,0                | 16/16                       | 256           | aprile 1996       | luglio 1996     |
| PowerPC 601v | Power Macintosh 7500                                                                                                 | 100                  | 50,0                | 16/16                       | —             | maggio 1995       | maggio 1996     |
| PowerPC 601v | Workgroup Server 7250                                                                                                | 120                  | 40,0                | 16/16                       | —             | febbraio 1996     | aprile 1997     |

### PowerPC 603

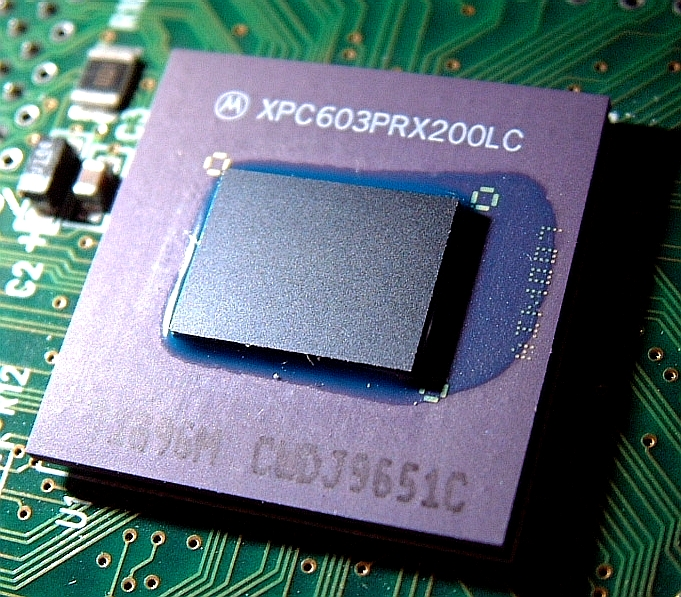
Un processore Motorola PowerPC 603

| Processore    | Modello | Velocità clock (MHz) | Velocità FSB (MT/s) | Cache L1 (KB) (dati/ istr.) | Cache L2 (KB) | Inizio produzione | Fine produzione |
| ------------- | --- | -------------------- | ------------------- | --------------------------- | ------------- | ----------------- | --------------- |
| PowerPC 603   | Power Macintosh 5200 LC Performa 5200CD Performa 5210CD Performa 5215CD Performa 5220CD                                                              | 75                   | 37,5                | 8/8                         | 256           | aprile 1995       | aprile 1996     |
| PowerPC 603   | Power Macintosh 6200 Performa 6200CD Performa 6205CD Performa 6210CD Performa 6214CD Performa 6216CD Performa 6218CD Performa 6220CD Performa 6230CD | 75–120               | 37,5–40,0           | 8/8                         | 256           | maggio 1995       | luglio 1997     |
| PowerPC 603e  | Power Macintosh 5300 LC Performa 5300CD (DE) Performa 5320CD                                                                                         | 100–120              | 40,0                | 16/16                       | 256           | agosto 1995       | aprile 1996     |
| PowerPC 603e  | PowerBook 5300c/ce/cs | 100–117              | 33,3                | 16/16                       | —             | agosto 1995       | agosto 1996     |
| PowerPC 603e  | PowerBook Duo 2300c | 100                  | 33,3                | 16/16                       | —             | agosto 1995       | febbraio 1997   |
| PowerPC 603e  | Power Macintosh 5260 Performa 5260CD Performa 5270CD Performa 5280CD                                                                                 | 100–120              | 40,0                | 16/16                       | 256           | aprile 1996       | marzo 1997      |
| PowerPC 603e  | Performa 6260CD Performa 6290CD Performa 6300CD Performa 6310CD                                                                                      | 100                  | 40,0                | 16/16                       | 256           | maggio 1996       | luglio 1997     |
| PowerPC 603e  | Power Macintosh 6300/120 Performa 6320 | 120                  | 40,0                | 16/16                       | 256           | maggio 1996       | luglio 1997     |
| PowerPC 603e  | Power Macintosh 4400 Performa 4400 | 150–200              | 40,0                | 16/16                       | 256           | novembre 1996     | febbraio 1998   |
| PowerPC 603e  | PowerBook 1400c/cs | 117–133              | 33,3                | 16/16                       | —             | novembre 1996     | maggio 1998     |
| PowerPC 603ev | Power Macintosh 5400 Performa 5400CD Performa 5410CD Performa 5420CD Performa 5430CD Performa 5440CD                                                 | 120–200              | 40,0                | 16/16                       | 256           | aprile 1996       | early 1998      |
| PowerPC 603ev | Power Macintosh 6400 Performa 6400 | 180–200              | 40,0                | 16/16                       | 256           | agosto 1996       | agosto 1997     |
| PowerPC 603ev | Performa 6360 | 160                  | 40,0                | 16/16                       | —             | ottobre 1996      | ottobre 1997    |
| PowerPC 603ev | PowerBook 1400c/cs | 166                  | 33,3                | 16/16                       | 128           | novembre 1996     | maggio 1998     |
| PowerPC 603ev | Power Macintosh 5500 | 225–275              | 50,0                | 16/16                       | 256           | febbraio 1997     | early 1998      |
| PowerPC 603ev | Power Macintosh 6500 | 225–300              | 50,0                | 16/16                       | 256           | febbraio 1997     | marzo 1998      |
| PowerPC 603ev | PowerBook 3400 | 180–240              | 40,0                | 16/16                       | 256           | febbraio 1997     | novembre 1997   |
| PowerPC 603ev | 20th Anniversary Macintosh | 250                  | 50,0                | 16/16                       | 128           | maggio 1997       | marzo 1998      |
| PowerPC 603ev | PowerBook 2400 | 180–240              | 40,0                | 16/16                       | 256           | maggio 1997       | maggio 1998     |

### PowerPC 604

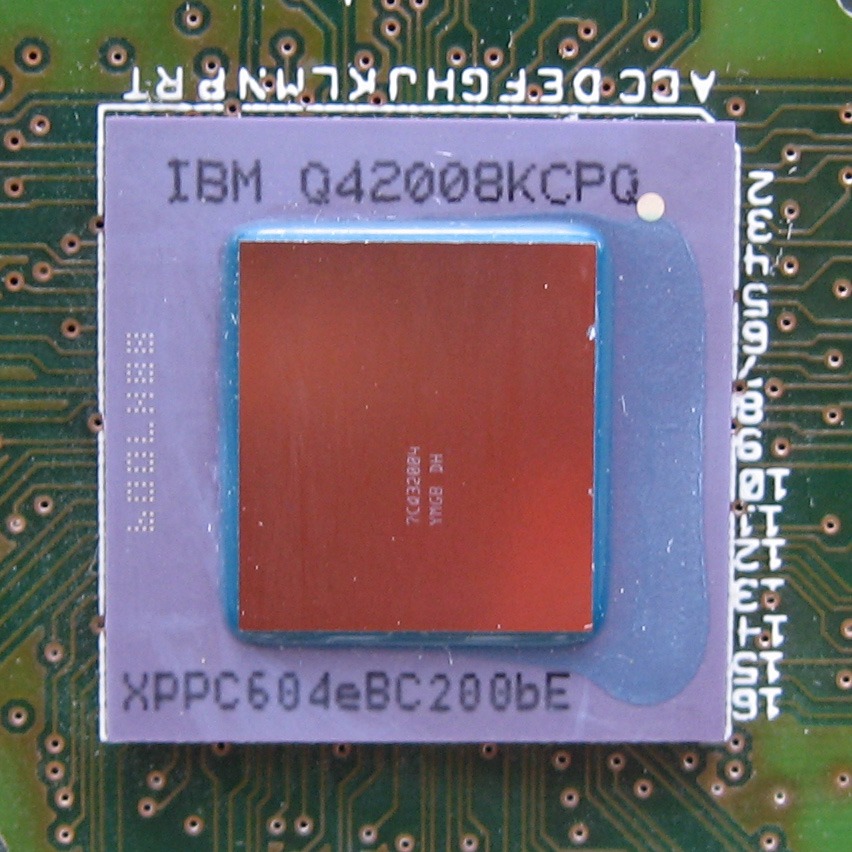
Un processore IBM PowerPC 604e

Il PowerPC 604e fu il primo processore Mac disponibile con un sistema multiprocessore simmetrico (SMP).
| Processore    | Modello               | Velocità clock (MHz) | Velocità FSB (MT/s) | Cache L2 (KB) | N. CPU | Inizio produzione | Fine produzione |
| ------------- | --------------------- | -------------------- | ------------------- | ------------- | ------ | ----------------- | --------------- |
| PowerPC 604   | Power Macintosh 8500  | 120–150              | 40–50               | 256           | 1      | maggio 1995       | agosto 1996     |
| PowerPC 604   | Power Macintosh 9500  | 120–150              | 40–50               | 512           | 1      | maggio 1995       | agosto 1996     |
| PowerPC 604   | Network Server 500    | 132                  | 44                  | 512           | 1      | febbraio 1996     | aprile 1997     |
| PowerPC 604   | Workgroup Server 8550 | 132                  | 44                  | 512           | 1      | febbraio 1996     | settembre 1996  |
| PowerPC 604   | Power Macintosh 7600  | 120–132              | 40–44               | 256           | 1      | aprile 1996       | agosto 1996     |
| PowerPC 604e  | Power Macintosh 8500  | 180                  | 45                  | 256           | 1      | agosto 1996       | febbraio 1997   |
| PowerPC 604e  | Power Macintosh 9500  | 180–200              | 45–50               | 512           | 1–2    | agosto 1996       | febbraio 1997   |
| PowerPC 604e  | Power Macintosh 7600  | 200                  | 50                  | 256           | 1      | agosto 1996       | novembre 1997   |
| PowerPC 604e  | Network Server 700    | 150–200              | 50                  | 1024          | 1      | settembre 1996    | aprile 1997     |
| PowerPC 604e  | Workgroup Server 8550 | 200                  | 50                  | 512           | 1      | settembre 1996    | aprile 1997     |
| PowerPC 604e  | Power Macintosh 7300  | 166–200              | 45–50               | 256           | 1      | febbraio 1997     | novembre 1997   |
| PowerPC 604e  | Power Macintosh 8600  | 200                  | 50                  | 512           | 1      | febbraio 1997     | agosto 1997     |
| PowerPC 604e  | Power Macintosh 9600  | 200–233              | 50                  | 512           | 1–2    | febbraio 1997     | agosto 1997     |
| PowerPC 604e  | Workgroup Server 7350 | 180                  | 45                  | 256           | 1      | aprile 1997       | marzo 1998      |
| PowerPC 604e  | Workgroup Server 9650 | 233                  | 50                  | 512           | 1      | aprile 1997       | agosto 1997     |
| PowerPC 604ev | Power Macintosh 8600  | 250–300              | 50                  | 1024          | 1      | agosto 1997       | febbraio 1998   |
| PowerPC 604ev | Power Macintosh 9600  | 300–350              | 50                  | 1024          | 1      | agosto 1997       | marzo 1998      |
| PowerPC 604ev | Workgroup Server 9650 | 350                  | 50                  | 1024          | 1      | agosto 1997       | marzo 1998      |

### PowerPC G3

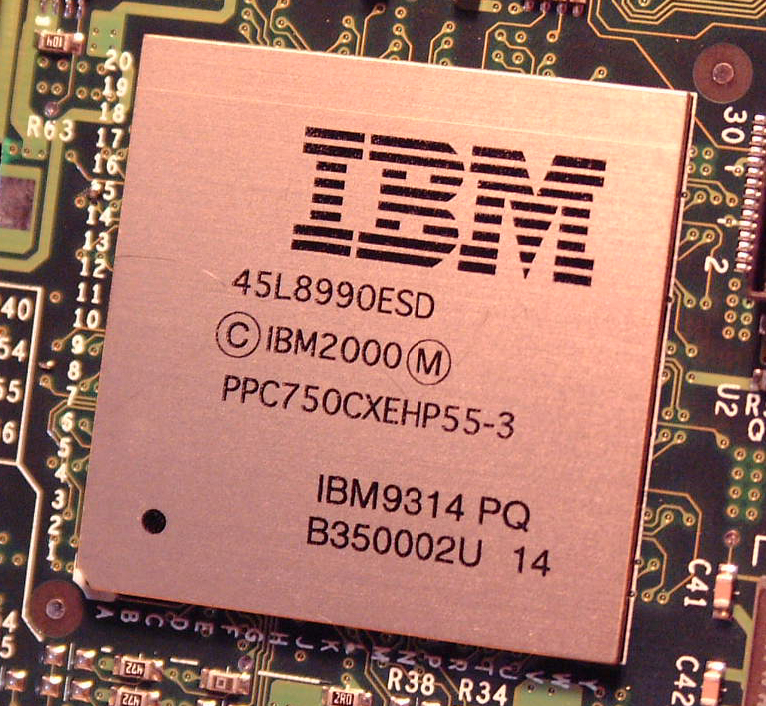
Un processore IBM PowerPC 750CXe ("G3")

| Processore     | Modello                            | Velocità clock (MHz) | Velocità FSB (MT/s) | Cache L2 (KB) | Inizio produzione | Fine produzione |
| -------------- | ---------------------------------- | -------------------- | ------------------- | ------------- | ----------------- | --------------- |
| PowerPC 750    | Power Macintosh G3 (Beige)         | 233–333              | 66                  | 512-1024      | novembre 1997     | gennaio 1999    |
| PowerPC 750    | PowerBook G3                       | 233–500              | 50–100              | 512–1024      | novembre 1997     | gennaio 2001    |
| PowerPC 750    | Macintosh Server G3 (Beige)        | 233–333              | 66                  | 1024          | marzo 1998        | dicembre 1998   |
| PowerPC 750    | iMac                               | 233–500              | 66–100              | 512           | agosto 1998       | luglio 2001     |
| PowerPC 750    | Power Macintosh G3 (Blue & White)  | 300–450              | 100                 | 1024          | gennaio 1999      | settembre 1999  |
| PowerPC 750    | Macintosh Server G3 (Blue & White) | 350–450              | 100                 | 1024          | gennaio 1999      | agosto 1999     |
| PowerPC 750    | iBook                              | 300–366              | 66                  | 512           | settembre 1999    | settembre 2000  |
| PowerPC 750CX  | iMac                               | 600                  | 100                 | 256           | settembre 2000    | maggio 2001     |
| PowerPC 750CXe | iBook                              | 366–500              | 66–100              | 256–512       | settembre 2000    | maggio 2002     |
| PowerPC 750CXe | iMac                               | 500–700              | 100                 | 256           | luglio 2001       | marzo 2003      |
| PowerPC 755    | iBook                              | 600                  | 100                 | 256           | ottobre 2001      | maggio 2002     |
| PowerPC 750FX  | iBook                              | 600–900              | 100                 | 512           | maggio 2002       | ottobre 2003    |

### PowerPC G4

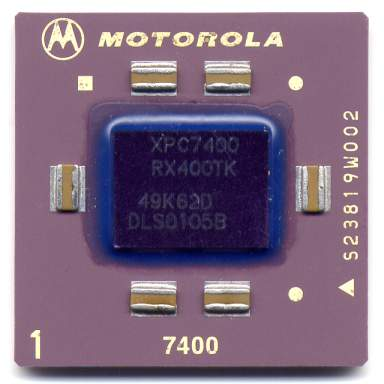
Un processore Motorola PowerPC 7400 ("G4")

Il PowerPC 7400 fu il primo processore Mac ad includere il processore vettoriale AltiVec.
Il PowerPC 7455 fu il primo processore Mac con una velocità di clock superiore ad 1 GHz.
| Processore    | Modello             | Velocità clock (MHz) | Velocità FSB (MT/s) | Cache L2 (KB) | Cache L3 (MB) | N. CPU | Inizio produzione | Fine produzione |
| ------------- | ------------------- | -------------------- | ------------------- | ------------- | ------------- | ------ | ----------------- | --------------- |
| PowerPC 7400  | Power Mac G4        | 350–500              | 100                 | 512–1024      | —             | 1–2    | settembre 1999    | gennaio 2001    |
| PowerPC 7400  | Macintosh Server G4 | 350–500              | 100                 | 512–1024      | —             | 1–2    | gennaio 2000      | gennaio 2001    |
| PowerPC 7400  | Power Mac G4 Cube   | 450–500              | 100                 | 512–1024      | —             | 1      | agosto 2000       | aprile 2001     |
| PowerPC 7410  | Power Mac G4        | 466–533              | 133                 | 1024          | —             | 1–2    | gennaio 2001      | luglio 2001     |
| PowerPC 7410  | PowerBook G4        | 400–500              | 100                 | 1024          | —             | 1      | gennaio 2001      | ottobre 2001    |
| PowerPC 7410  | Macintosh Server G4 | 466–533              | 133                 | 1024          | —             | 1–2    | gennaio 2001      | luglio 2001     |
| PowerPC 7410  | Power Mac G4 Cube   | 450–500              | 100                 | 1024          | —             | 1      | aprile 2001       | luglio 2001     |
| PowerPC 7450  | Power Mac G4        | 667–867              | 133                 | 256–1024      | 0–2           | 1–2    | gennaio 2001      | gennaio 2002    |
| PowerPC 7450  | Macintosh Server G4 | 733–1000             | 133                 | 256           | 0–2           | 1–2    | settembre 2001    | agosto 2002     |
| PowerPC 7450  | PowerBook G4        | 550–667              | 100–133             | 256           | —             | 1      | ottobre 2001      | luglio 2002     |
| PowerPC 7450  | iMac G4             | 700–800              | 100                 | 256           | —             | 1      | gennaio 2002      | gennaio 2003    |
| PowerPC 7450  | eMac                | 700–800              | 100                 | 256           | —             | 1      | aprile 2002       | maggio 2003     |
| PowerPC 7455  | Power Mac G4        | 800–1420             | 133–167             | 256           | 1–4           | 1–2    | gennaio 2002      | giugno 2004     |
| PowerPC 7455  | PowerBook G4        | 667–1000             | 133–167             | 256           | 0–1           | 1      | aprile 2002       | settembre 2003  |
| PowerPC 7455  | Xserve              | 1000–1333            | 133                 | 256           | 2             | 1–2    | maggio 2002       | gennaio 2004    |
| PowerPC 7455  | Macintosh Server G4 | 1000–1250            | 133–167             | 256           | 1–2           | 1–2    | agosto 2002       | gennaio 2003    |
| PowerPC 7455  | iMac G4             | 800–1250             | 100–167             | 256           | —             | 1      | febbraio 2003     | luglio 2004     |
| PowerPC 7455  | eMac                | 800–1000             | 133                 | 256           | —             | 1      | maggio 2003       | aprile 2004     |
| PowerPC 7455  | iBook G4            | 800–1000             | 133                 | 256           | —             | 1      | ottobre 2003      | aprile 2004     |
| PowerPC 7447  | PowerBook G4        | 1000–1333            | 133–167             | 512           | —             | 1      | settembre 2003    | aprile 2004     |
| PowerPC 7447  | eMac                | 1250                 | 167                 | 512           | —             | 1      | aprile 2004       | maggio 2005     |
| PowerPC 7447a | PowerBook G4        | 1333–1667            | 167                 | 512           | —             | 1      | aprile 2004       | aprile 2006     |
| PowerPC 7447a | iBook G4            | 1000–1420            | 133–142             | 512           | —             | 1      | aprile 2004       | maggio 2006     |
| PowerPC 7447a | Mac mini            | 1250–1500            | 167                 | 512           | —             | 1      | gennaio 2005      | febbraio 2006   |
| PowerPC 7447a | eMac                | 1420                 | 167                 | 512           | —             | 1      | maggio 2005       | luglio 2006     |

### PowerPC G5

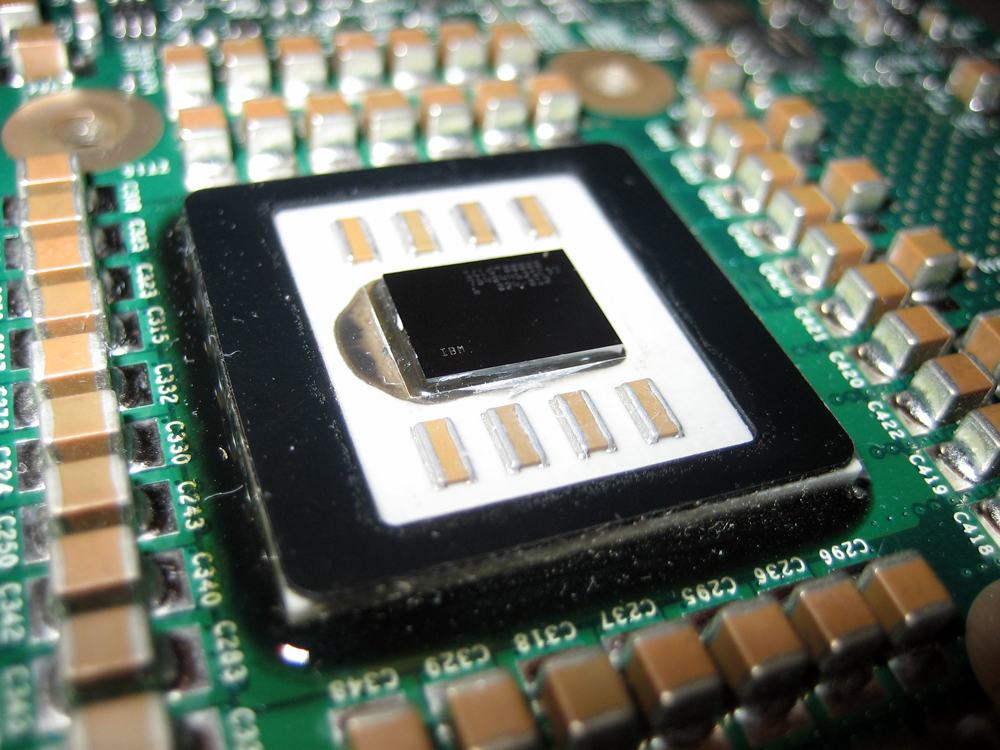
Un processore IBM PowerPC 970FX ("G5")

Il PowerPC 970 fu il primo processore Mac a 64 bit.
Il PowerPC 970MP fu il primo processore Mac dual-core e il primo ad avere una configurazione quad core. Fu anche il primo processore Mac con capacità di partizionamento e virtualizzazione.
| Processore    | Modello      | Velocità clock (GHz) | Velocità FSB (MT/s) | Cache L2 (KB) | N. CPU | Core per CPU | Inizio produzione | Fine produzione |
| ------------- | ------------ | -------------------- | ------------------- | ------------- | ------ | ------------ | ----------------- | --------------- |
| PowerPC 970   | Power Mac G5 | 1,6–2,0              | 800–1000            | 512           | 1–2    | 1            | giugno 2003       | giugno 2004     |
| PowerPC 970FX | Xserve G5    | 2,0–2,3              | 1000–1150           | 512           | 1–2    | 1            | gennaio 2004      | agosto 2005     |
| PowerPC 970FX | Power Mac G5 | 1,8–2,7              | 900–1350            | 512           | 1–2    | 1            | giugno 2004       | novembre 2005   |
| PowerPC 970FX | iMac G5      | 1,6–2,1              | 533–700             | 512           | 1      | 1            | agosto 2004       | gennaio 2006    |
| PowerPC 970MP | Power Mac G5 | 2,0–2,5              | 1000–1250           | 2×1024        | 1–2    | 2            | novembre 2005     | agosto 2006     |

## Intel x86

### Riassunto generale
| Famiglia processore           | Processo (nm) | MMX | SSE | SSE2 | SSE3 | SSSE3    | SSE4.1   | SSE4.2 | AVX | DBS/ EIST | XD bit | VT-x | AES      | Intel 64 | Quick Sync | TXT      | QPI      | HT       | ITB      |
| ----------------------------- | ------------- | --- | --- | ---- | ---- | -------- | -------- | ------ | --- | --------- | ------ | ---- | -------- | -------- | ---------- | -------- | -------- | -------- | -------- |
| Yonah                         | 65            | Sì  | Sì  | Sì   | Sì   | No       | No       | No     | No  | Sì        | Sì     | Sì   | No       | No       | No         | No       | No       | No       | No       |
| Core Penryn                   | 65/45         | Sì  | Sì  | Sì   | Sì   | Parziale | Parziale | No     | No  | Sì        | Sì     | Sì   | No       | Sì       | No         | Parziale | No       | No       | No       |
| Nehalem Westmere              | 45/32         | Sì  | Sì  | Sì   | Sì   | Sì       | Sì       | Sì     | No  | Sì        | Sì     | Sì   | Parziale | Sì       | No         | Parziale | Parziale | Parziale | Parziale |
| Sandy Bridge Ivy Bridge       | 32/22         | Sì  | Sì  | Sì   | Sì   | Sì       | Sì       | Sì     | Sì  | Sì        | Sì     | Sì   | Parziale | Sì       | Parziale   | Parziale | Parziale | Parziale | Parziale |
| Haswell Broadwell             | 22/14         | Sì  | Sì  | Sì   | Sì   | Sì       | Sì       | Sì     | Sì  | Sì        | Sì     | Sì   | Parziale | Sì       | Parziale   | Parziale | Parziale | Parziale | Parziale |
| Skylake Kaby Lake Coffee Lake | 14            | Sì  | Sì  | Sì   | Sì   | Sì       | Sì       | Sì     | Sì  | Sì        | Sì     | Sì   | Sì       | Sì       | Sì         | Parziale | Parziale | Parziale | Parziale |

### P6
Yonah fu il primo processore Mac a supportare l'instruction set IA-32, oltre ad MMX, SSE, SSE2 ed SSE3.
Il Core Solo era un Core Duo con uno dei 2 core disabilitati.
| Processore                | Modello     | Velocità clock (GHz) | Velocità FSB (MT/s) | Cache L2 (MB) | N. CPU | Core per CPU | Inizio produzione | Fine produzione |
| ------------------------- | ----------- | -------------------- | ------------------- | ------------- | ------ | ------------ | ----------------- | --------------- |
| Core Duo ("Yonah")        | iMac        | 1,83–2,00            | 667                 | 2             | 1      | 2            | gennaio 2006      | settembre 2006  |
| Core Duo ("Yonah")        | MacBook Pro | 1,83–2,16            | 667                 | 2             | 1      | 2            | febbraio 2006     | ottobre 2006    |
| Core Duo ("Yonah")        | Mac mini    | 1,66–1,83            | 667                 | 2             | 1      | 2            | febbraio 2006     | agosto 2007     |
| Core Duo ("Yonah")        | MacBook     | 1,83–2,00            | 667                 | 2             | 1      | 2            | maggio 2006       | novembre 2006   |
| Core Solo ("Yonah")       | Mac mini    | 1,50                 | 667                 | 2             | 1      | 1            | febbraio 2006     | settembre 2006  |
| Pentium M ULV ("Crofton") | Apple TV    | 1,00                 | 350                 | 2             | 1      | 1            | gennaio 2007      | settembre 2010  |

### Core
Woodcrest aggiunse il supporto per l'instruction set SSSE3.
Merom fu il primo processore Mac a supportare l'instruction set x86-64, oltre ad essere stato il primo processore a 64 bit in un notebook Mac.
Clovertown fu il primo processore Mac quad-core ed il primo con una configurazione 8-core.
| Processore                  | Modello     | Velocità clock (GHz) | Velocità FSB (MT/s) | Cache L2 (MB) | N. CPU | Core per CPU | Inizio produzione | Fine produzione |
| --------------------------- | ----------- | -------------------- | ------------------- | ------------- | ------ | ------------ | ----------------- | --------------- |
| Xeon 5100 ("Woodcrest")     | Mac Pro     | 2,00–3,00            | 1333                | 4             | 2      | 2            | agosto 2006       | gennaio 2008    |
| Xeon 5100 ("Woodcrest")     | Xserve      | 2,00–3,00            | 1333                | 4             | 2      | 2            | ottobre 2006      | gennaio 2008    |
| Core 2 Duo ("Merom")        | iMac        | 1,83–2,40            | 667–800             | 2–4           | 1      | 2            | settembre 2006    | aprile 2008     |
| Core 2 Duo ("Merom")        | MacBook Pro | 2,16–2,60            | 667–800             | 4             | 1      | 2            | ottobre 2006      | febbraio 2008   |
| Core 2 Duo ("Merom")        | MacBook     | 1,83–2,20            | 667–800             | 2–4           | 1      | 2            | novembre 2006     | febbraio 2008   |
| Core 2 Duo ("Merom")        | Mac mini    | 1,83–2,00            | 667                 | 2–4           | 1      | 2            | agosto 2007       | marzo 2009      |
| Core 2 Duo ("Merom")        | MacBook Air | 1,60–1,80            | 800                 | 4             | 1      | 2            | gennaio 2008      | ottobre 2008    |
| Xeon 5300 ("Clovertown")    | Mac Pro     | 3,00                 | 1333                | 2×4           | 2      | 4            | aprile 2007       | gennaio 2008    |
| Core 2 Extreme ("Merom XE") | iMac        | 2,80                 | 800                 | 4             | 1      | 2            | agosto 2007       | aprile 2008     |

### Penryn

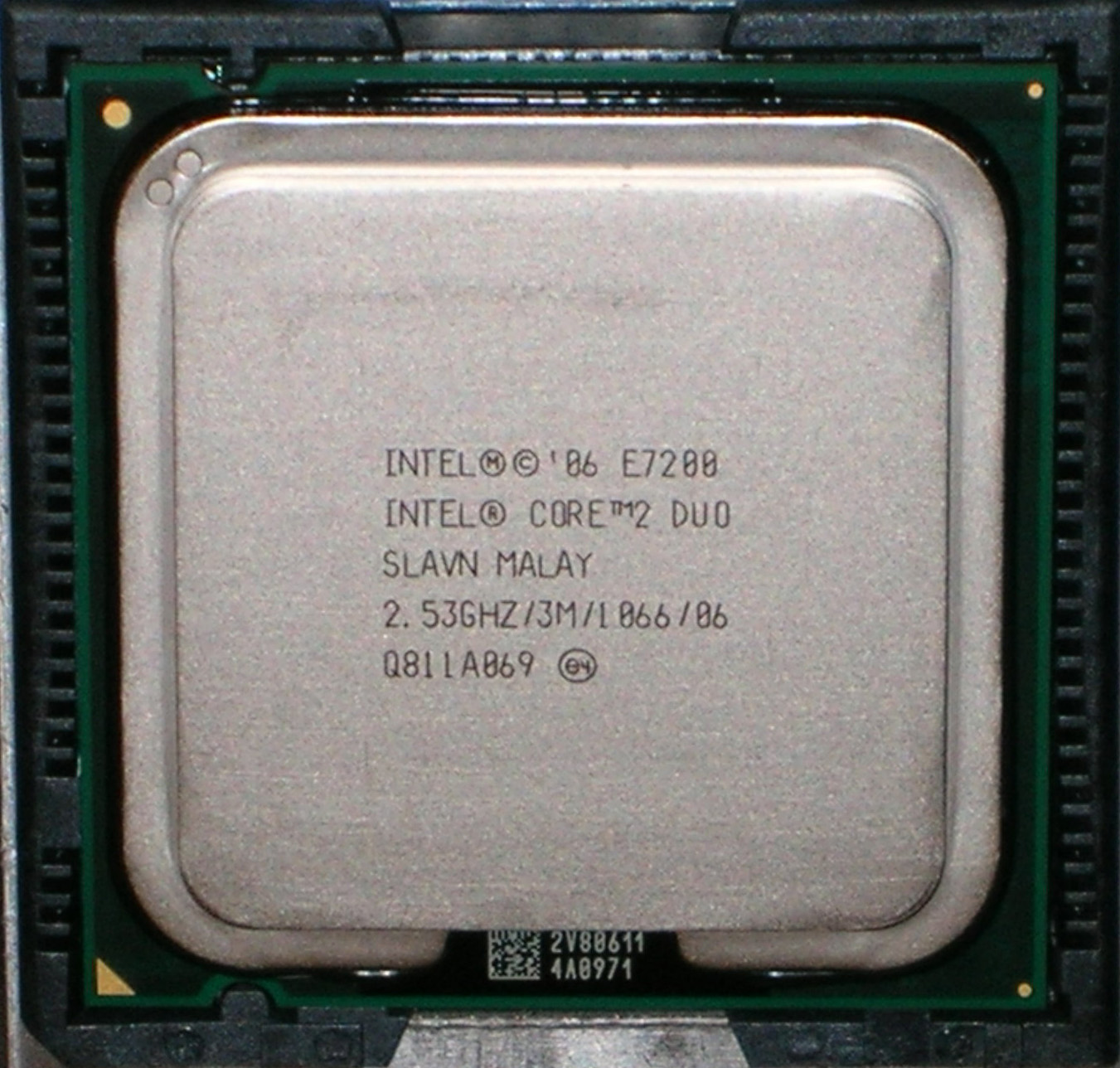
Un processore Intel Wolfdale

Penryn aggiunse il supporto ad un subset di SSE4 (SSE4.1).
| Processore                 | Modello         | Velocità clock (GHz) | Velocità FSB (MT/s) | Cache L2 (MB) | N. CPU | Core per CPU | Inizio produzione | Fine produzione |
| -------------------------- | --------------- | -------------------- | ------------------- | ------------- | ------ | ------------ | ----------------- | --------------- |
| Xeon 5400 ("Harpertown")   | Mac Pro         | 2,80–3,20            | 1600                | 2×6           | 1–2    | 4            | gennaio 2008      | marzo 2009      |
| Xeon 5400 ("Harpertown")   | Xserve          | 2,80–3,00            | 1600                | 2×6           | 1–2    | 4            | gennaio 2008      | aprile 2009     |
| Core 2 Duo ("Penryn")      | MacBook Pro     | 2,26–3,06            | 1066                | 3–6           | 1      | 2            | febbraio 2008     | marzo 2011      |
| Core 2 Duo ("Penryn")      | MacBook         | 2,00–2,40            | 1066                | 3             | 1      | 2            | febbraio 2008     | luglio 2011     |
| Core 2 Duo ("Penryn")      | iMac            | 2,40–3,06            | 1066                | 6             | 1      | 2            | aprile 2008       | ottobre 2009    |
| Core 2 Duo ("Penryn")      | MacBook Air     | 1,60–2,13            | 1066                | 6             | 1      | 2            | ottobre 2008      | luglio 2011     |
| Core 2 Duo ("Penryn")      | Mac mini        | 2,00–2,66            | 1066                | 3             | 1      | 2            | marzo 2009        | luglio 2011     |
| Core 2 Duo ("Penryn")      | Mac mini Server | 2,53–2,66            | 1066                | 3             | 1      | 2            | ottobre 2009      | luglio 2011     |
| Core 2 Duo ("Wolfdale")    | iMac            | 3,06–3,33            | 1066–1333           | 3–6           | 1      | 2            | ottobre 2009      | luglio 2010     |
| Core 2 Duo CULV ("Penryn") | MacBook Air     | 1,40–1,60            | 800                 | 3             | 1      | 2            | ottobre 2010      | luglio 2011     |

### Nehalem

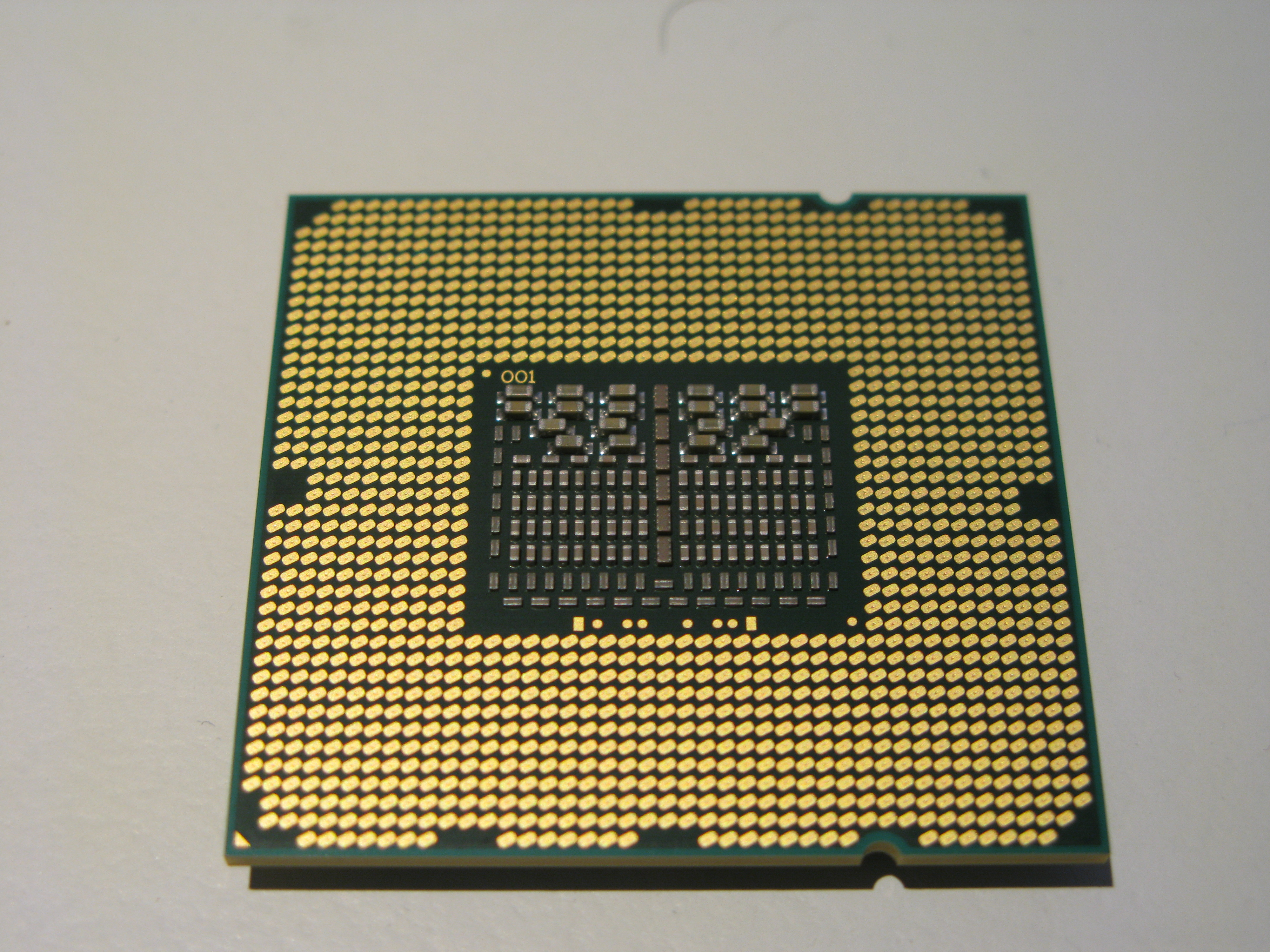
Un processore Intel Bloomfield

Bloomfield e Gainestown introdussero un numero di caratteristiche notevoli nei processori Mac:
- Controller di memoria integrati (con DMI o QPI sul die).
- Multithreading simultaneo (commercializzato come Hyper-Threading).
- Pieno supporto all'instruction set SSE4 (SSE4.2).
- Supporto ad Intel Turbo Boost.
- 4 core su un singolo die anziché un modulo multi-chip su 2 die dual-core.

| Processore               | Modello | Velocità clock (GHz) | Cache L2 (KB) | Cache L3 (MB) | N. CPU | Core per CPU | QPI | HT | ITB | Inizio produzione | Fine produzione |
| ------------------------ | ------- | -------------------- | ------------- | ------------- | ------ | ------------ | --- | -- | --- | ----------------- | --------------- |
| Xeon 3500 ("Bloomfield") | Mac Pro | 2,66–3,33            | 4×256         | 8             | 1      | 4            | Sì  | Sì | Sì  | marzo 2009        | luglio 2010     |
| Xeon 5500 ("Gainestown") | Mac Pro | 2,26–2,93            | 4×256         | 8             | 2      | 4            | Sì  | Sì | Sì  | marzo 2009        | agosto 2010     |
| Xeon 5500 ("Gainestown") | Xserve  | 2,26–3,33            | 4×256         | 8             | 1–2    | 4            | Sì  | Sì | Sì  | aprile 2009       | gennaio 2011    |
| Core i5 ("Lynnfield")    | iMac    | 2,66–2,80            | 4×256         | 8             | 1      | 4            | No  | No | Sì  | ottobre 2009      | maggio 2011     |
| Core i7 ("Lynnfield")    | iMac    | 2,80–2,93            | 4×256         | 8             | 1      | 4            | No  | Sì | Sì  | ottobre 2009      | maggio 2011     |

### Westmere
Arrandale introdusse Intel HD Graphics, una GPU integrata sul die.
| Processore             | Modello     | Velocità clock (GHz) | Cache L2 (KB) | Cache L3 (MB) | N. CPU | Core per CPU | QPI | HT | ITB | Inizio produzione | Fine produzione |
| ---------------------- | ----------- | -------------------- | ------------- | ------------- | ------ | ------------ | --- | -- | --- | ----------------- | --------------- |
| Core i5 ("Arrandale")  | MacBook Pro | 2,40–2,53            | 2×256         | 3             | 1      | 2            | No  | Sì | Sì  | aprile 2010       | marzo 2011      |
| Core i7 ("Arrandale")  | MacBook Pro | 2,66                 | 2×256         | 4             | 1      | 2            | No  | Sì | Sì  | aprile 2010       | marzo 2011      |
| Core i3 ("Clarkdale")  | iMac        | 3,06–3,20            | 2×256         | 4             | 1      | 2            | No  | Sì | No  | luglio 2010       | maggio 2011     |
| Core i5 ("Clarkdale")  | iMac        | 3,60                 | 2×256         | 4             | 1      | 2            | No  | Sì | Sì  | luglio 2010       | maggio 2011     |
| Xeon 3600 ("Gulftown") | Mac Pro     | 3,33                 | 6×256         | 12            | 1      | 6            | Sì  | Sì | Sì  | agosto 2010       | ottobre 2013    |
| Xeon 5600 ("Gulftown") | Mac Pro     | 2,40–3,06            | 4–6×256       | 12            | 2      | 4–6          | Sì  | Sì | Sì  | agosto 2010       | ottobre 2013    |

### Sandy Bridge

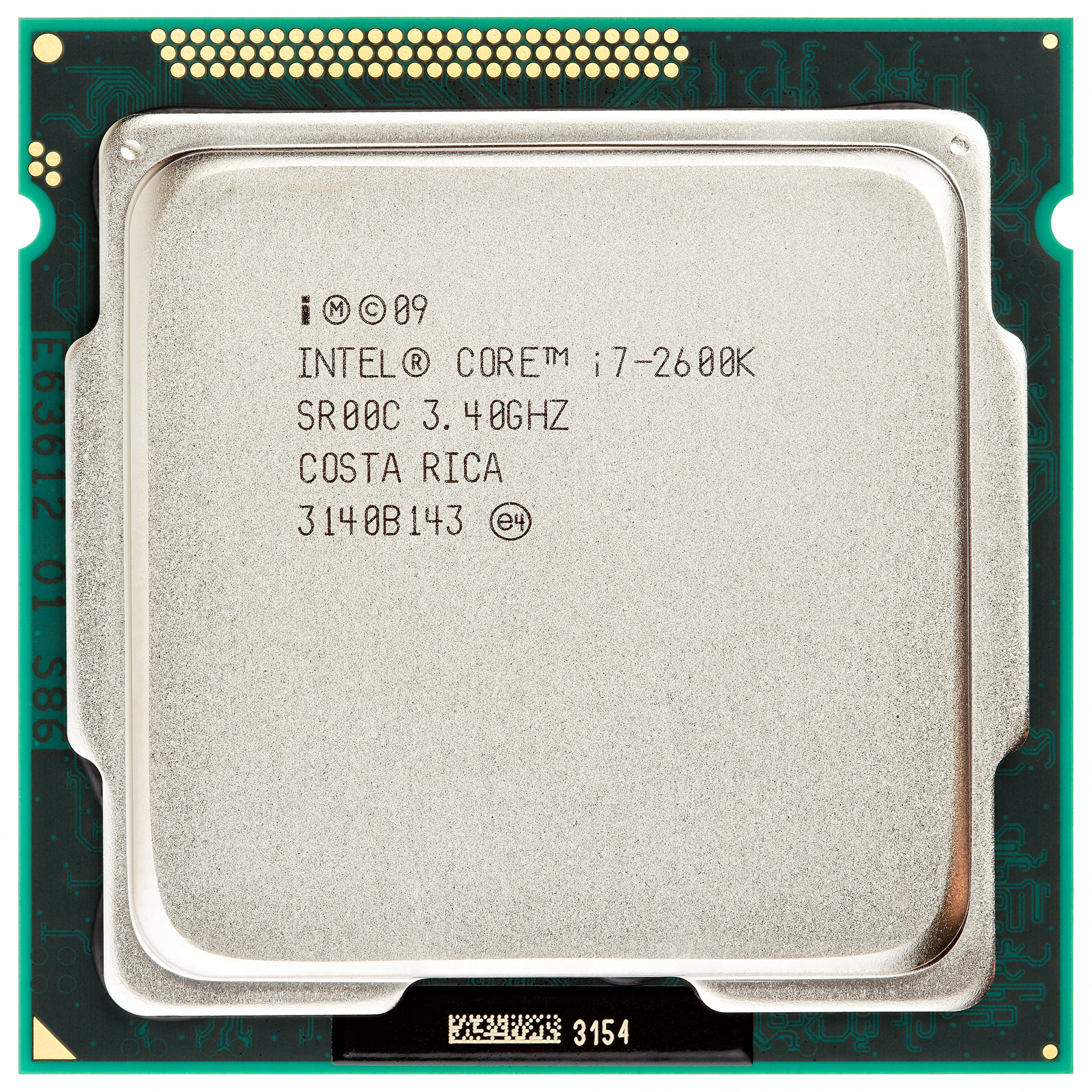
Un processore Intel Core i7 2600K

Sandy Bridge aggiunse il supporto ad Intel Quick Sync Video, un core di codifica/decodifica video dedicato. Fu anche il primo processore quad-core ad apparire in un notebook Mac.
| Processore            | Modello         | Velocità clock (GHz) | Cache L2 (KB) | Cache L3 (MB) | Core per CPU | HT | ITB | Inizio produzione | Fine produzione |
| --------------------- | --------------- | -------------------- | ------------- | ------------- | ------------ | -- | --- | ----------------- | --------------- |
| Core i5 (2-core)      | MacBook Pro     | 2,3                  | 2×256         | 3             | 2            | Sì | Sì  | marzo 2011        | giugno 2012     |
| Core i5 (2-core)      | Mac mini        | 2,3–2,5              | 2×256         | 3             | 2            | Sì | Sì  | luglio 2011       | ottobre 2012    |
| Core i7 (2-core)      | MacBook Pro     | 2,7–2,8              | 2×256         | 4             | 2            | Sì | Sì  | marzo 2011        | giugno 2012     |
| Core i7 (2-core)      | Mac mini        | 2,7                  | 2×256         | 4             | 2            | Sì | Sì  | luglio 2011       | ottobre 2012    |
| Core i7 (4-core)      | MacBook Pro     | 2,0–2,5              | 4×256         | 6–8           | 4            | Sì | Sì  | marzo 2011        | giugno 2012     |
| Core i7 (4-core)      | iMac            | 2,8–3,4              | 4×256         | 8             | 4            | Sì | Sì  | maggio 2011       | ottobre 2012    |
| Core i7 (4-core)      | Mac mini Server | 2,0                  | 4×256         | 6             | 4            | Sì | Sì  | luglio 2011       | ottobre 2012    |
| Core i5 (4-core)      | iMac            | 2,5–3,1              | 4×256         | 6             | 4            | No | Sì  | maggio 2011       | ottobre 2012    |
| Core i5 CULV (2-core) | MacBook Air     | 1,6–1,7              | 2×256         | 3             | 2            | Sì | Sì  | luglio 2011       | giugno 2012     |
| Core i7 CULV (2-core) | MacBook Air     | 1,8                  | 2×256         | 4             | 2            | Sì | Sì  | luglio 2011       | giugno 2012     |

### Ivy Bridge
| Processore            | Modello               | Velocità clock (GHz) | Cache L2 (KB) | Cache L3 (MB) | Core per CPU | HT | ITB | Inizio produzione | Fine produzione |
| --------------------- | --------------------- | -------------------- | ------------- | ------------- | ------------ | -- | --- | ----------------- | --------------- |
| Core i5 (2-core)      | MacBook Pro           | 2,5                  | 2×256         | 3             | 2            | Sì | Sì  | giugno 2012       | ottobre 2016    |
| Core i5 (2-core)      | Mac mini              | 2,5                  | 2×256         | 3             | 2            | Sì | Sì  | ottobre 2012      | ottobre 2014    |
| Core i5 (4-core)      | MacBook Pro           | 2,3                  | 4×256         | 3             | 4            | Sì | Sì  | giugno 2012       | ottobre 2013    |
| Core i5 (4-core)      | iMac                  | 2,7–3,2              | 2×256         | 6             | 4            | Sì | Sì  | ottobre 2012      | settembre 2013  |
| Core i7 (2-core)      | MacBook Pro           | 2,9–3,0              | 2×256         | 4             | 2            | Sì | Sì  | giugno 2012       | ottobre 2016    |
| Core i7 (4-core)      | MacBook Pro           | 2,3–2,8              | 4×256         | 6–8           | 4            | Sì | Sì  | giugno 2012       | ottobre 2013    |
| Core i7 (4-core)      | iMac                  | 3,1–3,4              | 4×256         | 8             | 4            | Sì | Sì  | ottobre 2012      | settembre 2013  |
| Core i7 (4-core)      | Mac mini              | 2,7                  | 4×256         | 6             | 4            | Sì | Sì  | ottobre 2012      | ottobre 2014    |
| Core i5 CULV (2-core) | MacBook Air           | 1,7–1,8              | 2×256         | 3             | 2            | Sì | Sì  | giugno 2012       | giugno 2013     |
| Core i7 CULV (2-core) | MacBook Air           | 2,0                  | 2×256         | 4             | 2            | Sì | Sì  | giugno 2012       | giugno 2013     |
| Core i3 (2-core)      | iMac (education-only) | 3,3                  | 2×256         | 3             | 2            | Sì | No  | marzo 2013        | giugno 2014     |
| Xeon E5 v2            | Mac Pro               | 3,7                  | 4×256         | 10            | 4            | Sì | Sì  | dicembre 2013     | —               |
| Xeon E5 v2            | Mac Pro               | 3,5                  | 6×256         | 12            | 6            | Sì | Sì  | dicembre 2013     | —               |
| Xeon E5 v2            | Mac Pro               | 3,0                  | 8×256         | 25            | 8            | Sì | Sì  | dicembre 2013     | —               |
| Xeon E5 v2            | Mac Pro               | 2,7                  | 12×256        | 30            | 12           | Sì | Sì  | dicembre 2013     | —               |

### Haswell
La variante Crystal Well usata in alcuni MacBook Pro contiene una cache L4 condivisa tra la CPU e la GPU.
| Processore           | Modello     | Velocità clock (GHz) | Cache L2 (KB) | Cache L3 (MB) | Cache L4 (MB) | Core per CPU | HT | ITB | Inizio produzione | Fine produzione |
| -------------------- | ----------- | -------------------- | ------------- | ------------- | ------------- | ------------ | -- | --- | ----------------- | --------------- |
| Core i5 ULT (2-core) | MacBook Air | 1,3–1,4              | 2×256         | 3             | —             | 2            | Sì | Sì  | giugno 2013       | marzo 2015      |
| Core i5 ULT (2-core) | iMac        | 1,4                  | 2×256         | 3             | —             | 2            | Sì | Sì  | giugno 2014       | ottobre 2015    |
| Core i5 ULT (2-core) | Mac mini    | 1,4–2,8              | 2×256         | 3             | —             | 2            | Sì | Sì  | ottobre 2014      | —               |
| Core i7 ULT (2-core) | MacBook Air | 1,7                  | 2×256         | 4             | —             | 2            | Sì | Sì  | giugno 2013       | marzo 2015      |
| Core i7 ULT (2-core) | Mac mini    | 3,0                  | 2×256         | 4             | —             | 2            | Sì | Sì  | ottobre 2014      | —               |
| Core i5 (4-core)     | iMac        | 2,7–3,5              | 4×256         | 4–6           | —             | 4            | No | Sì  | settembre 2013    | ottobre 2015    |
| Core i7 (4-core)     | iMac        | 3,1–4,0              | 4×256         | 8             | —             | 4            | Sì | Sì  | settembre 2013    | ottobre 2015    |
| Core i7 (4-core)     | MacBook Pro | 2,0–2,8              | 4×256         | 6             | 128           | 4            | Sì | Sì  | ottobre 2013      | luglio 2018     |
| Core i5 (2-core)     | MacBook Pro | 2,4–2,8              | 2×256         | 3             | —             | 2            | Sì | Sì  | ottobre 2013      | marzo 2015      |
| Core i7 (2-core)     | MacBook Pro | 2,8–3,0              | 2×256         | 4             | —             | 2            | Sì | Sì  | ottobre 2013      | marzo 2015      |

### Broadwell
| Processore           | Modello     | Velocità clock (GHz) | Cache L2 (KB) | Cache L3 (MB) | Core per CPU | HT | ITB | Inizio produzione | Fine produzione |
| -------------------- | ----------- | -------------------- | ------------- | ------------- | ------------ | -- | --- | ----------------- | --------------- |
| Core M               | MacBook     | 1,1–1,3              | 2×256         | 4             | 2            | Sì | Sì  | aprile 2015       | aprile 2016     |
| Core i5 ULT (2-core) | MacBook Air | 1,6                  | 2×256         | 3             | 2            | Sì | Sì  | marzo 2015        | —               |
| Core i5 ULT (2-core) | MacBook Pro | 2,4–2,8              | 2×256         | 3             | 2            | Sì | Sì  | marzo 2015        | luglio 2018     |
| Core i7 ULT (2-core) | MacBook Air | 2,2                  | 2×256         | 4             | 2            | Sì | Sì  | marzo 2015        | —               |
| Core i7 ULT (2-core) | MacBook Pro | 3,1                  | 2×256         | 4             | 2            | Sì | Sì  | marzo 2015        | luglio 2018     |

### Skylake

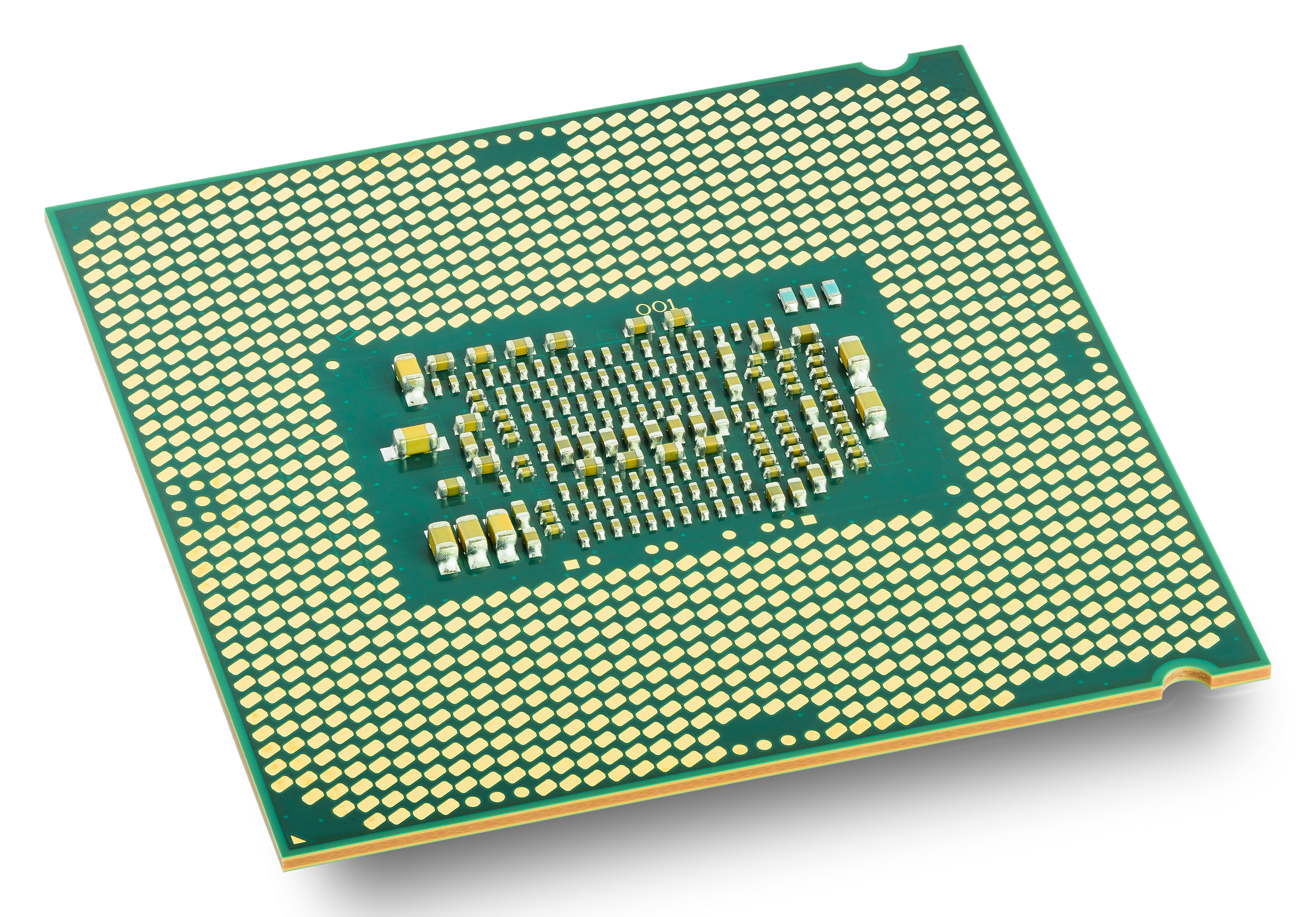
Un processore Intel Core i7 6700K

| Processore       | Modello     | Velocità clock (GHz) | Cache L2 (KB) | Cache L3 (MB) | Core per CPU | HT | ITB | Inizio produzione | Fine produzione |
| ---------------- | ----------- | -------------------- | ------------- | ------------- | ------------ | -- | --- | ----------------- | --------------- |
| Core i5 (4-core) | iMac        | 3,2–3,3              | 4×256         | 6             | 4            | No | Sì  | ottobre 2015      | giugno 2017     |
| Core i7 (4-core) | iMac        | 4,0                  | 4×256         | 8             | 4            | Sì | Sì  | ottobre 2015      | giugno 2017     |
| Core i7 (4-core) | MacBook Pro | 2,6–2,9              | 2×256         | 6–8           | 4            | Sì | Sì  | novembre 2016     | giugno 2017     |
| Core m3          | MacBook     | 1,1                  | 2×256         | 4             | 2            | Sì | Sì  | aprile 2016       | giugno 2017     |
| Core m5          | MacBook     | 1,2                  | 2×256         | 4             | 2            | Sì | Sì  | aprile 2016       | giugno 2017     |
| Core m7          | MacBook     | 1,3                  | 2×256         | 4             | 2            | Sì | Sì  | aprile 2016       | giugno 2017     |
| Core i5 (2-core) | MacBook Pro | 2,0–2,4              | 2×256         | 4             | 2            | Sì | Sì  | ottobre 2016      | giugno 2017     |
| Core i5 (2-core) | MacBook Pro | 2,9–3,3              | 2×256         | 4             | 2            | Sì | Sì  | novembre 2016     | giugno 2017     |
| Xeon W           | iMac Pro    | 3,2                  | 8×1024        | 11            | 8            | Sì | Sì  | dicembre 2017     | —               |
| Xeon W           | iMac Pro    | 3,0                  | 10×1024       | 13,75         | 10           | Sì | Sì  | dicembre 2017     | —               |
| Xeon W           | iMac Pro    | 2,5                  | 14×1024       | 19,25         | 14           | Sì | Sì  | dicembre 2017     | —               |
| Xeon W           | iMac Pro    | 2,3                  | 18×1024       | 24,75         | 18           | Sì | Sì  | dicembre 2017     | —               |

### Kaby Lake
| Processore       | Modello     | Velocità clock (GHz) | Cache L2 (KB) | Cache L3 (MB) | TDP (W) | Core per CPU | HT | ITB | Inizio produzione | Fine produzione |
| ---------------- | ----------- | -------------------- | ------------- | ------------- | ------- | ------------ | -- | --- | ----------------- | --------------- |
| Core i5 (2-core) | iMac        | 2,3                  | 2×256         | 4             | 15      | 2            | Sì | Sì  | giugno 2017       | —               |
| Core i5 (2-core) | MacBook Pro | 2,3–3,3              | 2×256         | 4             | 15–28   | 2            | Sì | Sì  | giugno 2017       | luglio 2018     |
| Core i5 (2-core) | MacBook     | 1,3                  | 2×256         | 4             | 4,5     | 2            | Sì | Sì  | giugno 2017       | —               |
| Core i7 (2-core) | MacBook Pro | 2,5–3,5              | 2×256         | 4             | 15      | 2            | Sì | Sì  | giugno 2017       | luglio 2018     |
| Core i7 (2-core) | MacBook     | 1,4                  | 2×256         | 4             | 4,5     | 2            | Sì | Sì  | giugno 2017       | —               |
| Core i5 (4-core) | iMac        | 3,0–3,8              | 4×256         | 6             | 65–91   | 4            | No | Sì  | giugno 2017       | —               |
| Core i7 (4-core) | iMac        | 3,6–4,2              | 4×256         | 8             | 65–91   | 4            | Sì | Sì  | giugno 2017       | —               |
| Core i7 (4-core) | MacBook Pro | 2,8–2,9              | 4×256         | 6–8           | 45      | 4            | Sì | Sì  | giugno 2017       | luglio 2018     |
| Core m3          | MacBook     | 1,2                  | 2×256         | 4             | 4,5     | 2            | Sì | Sì  | giugno 2017       | —               |

### Coffee Lake
Coffee Lake è stato il primo processore a 6 core ad apparire in un notebook Mac.
| Processore       | Modello                                        | Velocitàclock (GHz) | L2 cache (KB) | L3 cache (MB) | L4 cache (MB) | TDP (W) | Core per CPU | HT | ITB | Inizio Produzione | Fine produzione |
| ---------------- | ---------------------------------------------- | ------------------- | ------------- | ------------- | ------------- | ------- | ------------ | -- | --- | ----------------- | --------------- |
| Core i3 (4-core) | Mac Mini (2018)                                | 3.6                 | 4×256         | 6             | —             | 65      | 4            | Sì | Sì  | Novembre 2018     | Novembre 2020   |
| Core i3 (4-core) | iMac (2019)                                    | 3.6                 | 4×256         | 6             | —             | 65      | 4            | Sì | Sì  | Marzo 2019        | Aprile 2021     |
| Core i5 (4-core) | MacBook Pro (2018) MacBook Pro (2019)          | 2.3–2.4             | 4×256         | 6             | 128           | 28      | 4            | Sì | Sì  | Luglio 2018       | Maggio 2020     |
| Core i5 (4-core) | MacBook Pro (2019) MacBook Pro (2020)          | 1.4                 | 4×256         | 6             | 128           | 15      | 4            | Sì | Sì  | Luglio 2019       | Novembre 2020   |
| Core i7 (4-core) | MacBook Pro (2018) MacBook Pro (2019)          | 2.7–2.8             | 4×256         | 8             | 128           | 28      | 4            | Sì | Sì  | Luglio 2018       | Maggio 2020     |
| Core i7 (4-core) | MacBook Pro (2019) MacBook Pro (2020)          | 1.7                 | 4×256         | 8             | 128           | 15      | 4            | Sì | Sì  | Luglio 2019       | Novembre 2020   |
| Core i5 (6-core) | Mac Mini (2018)                                | 3.0                 | 6×256         | 9             | —             | 65      | 6            | Sì | Sì  | Novembre 2018     | Gennaio 2023    |
| Core i5 (6-core) | iMac (2019)                                    | 3.0–3.1             | 6×256         | 9             | —             | 65      | 6            | Sì | Sì  | Marzo 2019        | Aprile 2021     |
| Core i5 (6-core) | iMac (2019)                                    | 3.7                 | 6×256         | 9             | —             | 95      | 6            | Sì | Sì  | Marzo 2019        | Agosto 2020     |
| Core i7 (6-core) | MacBook Pro (2018)                             | 2.2–2.6             | 6×256         | 9             | —             | 45      | 6            | Sì | Sì  | Luglio 2018       | Maggio 2019     |
| Core i7 (6-core) | MacBook Pro (2019) MacBook Pro (16-inch, 2019) | 2.6                 | 6×256         | 12            | —             | 45      | 6            | Sì | Sì  | Maggio 2019       | Ottobre 2021    |
| Core i7 (6-core) | Mac Mini (2018)                                | 3.2                 | 6×256         | 12            | —             | 65      | 6            | Sì | Sì  | Novembre 2018     | Gennaio 2023    |
| Core i7 (6-core) | iMac (2019)                                    | 3.2                 | 6×256         | 12            | —             | 65      | 6            | Sì | Sì  | Marzo 2019        | Aprile 2021     |
| Core i9 (6-core) | MacBook Pro (2018)                             | 2.9                 | 6×256         | 12            | —             | 45      | 6            | Sì | Sì  | Luglio 2018       | Maggio 2019     |
| Core i9 (8-core) | MacBook Pro (2019) MacBook Pro (16-inch, 2019) | 2.3–2.4             | 8×256         | 16            | —             | 45      | 8            | Sì | Sì  | Maggio 2019       | Ottobre 2021    |
| Core i9 (8-core) | iMac (2019)                                    | 3.6                 | 8×256         | 16            | —             | 95      | 8            | Sì | Sì  | Marzo 2019        | Agosto 2020     |

### Cascade Lake
| Processore | Modello        | Velocità clock (GHz) | Cache L2 (KB) | Cache L3 (MB) | TDP (W) | Core per processore | HT | ITB | Introdotto    | Interrotto  |
| ---------- | -------------- | -------------------- | ------------- | ------------- | ------- | ------------------- | -- | --- | ------------- | ----------- |
| Xeon W     | Mac Pro (2019) | 2.5                  | 28×1024       | 38.5          | 205     | 28                  | Sì | Sì  | dicembre 2019 | giugno 2023 |
| Xeon W     | Mac Pro (2019) | 2.7                  | 24×1024       | 33            | 205     | 24                  | Sì | Sì  | dicembre 2019 | giugno 2023 |
| Xeon W     | Mac Pro (2019) | 3.2                  | 16×1024       | 22            | 205     | 16                  | Sì | Sì  | dicembre 2019 | giugno 2023 |
| Xeon W     | Mac Pro (2019) | 3.3                  | 12×1024       | 19.25         | 180     | 12                  | Sì | Sì  | dicembre 2019 | giugno 2023 |
| Xeon W     | Mac Pro (2019) | 3.5                  | 8×1024        | 16.5          | 160     | 8                   | Sì | Sì  | dicembre 2019 | giugno 2023 |

### Comet Lake
| Processore        | Modello     | Velocità clock (GHz) | Cache L2 (KB) | Cache L3 (MB) | TDP (W) | Core per processore | HT | ITB | Introdotto  | Interrotto |
| ----------------- | ----------- | -------------------- | ------------- | ------------- | ------- | ------------------- | -- | --- | ----------- | ---------- |
| Core i5 (6 core)  | iMac (2020) | 3.1–3.3              | 6×256         | 12            | 65      | 6                   | Sì | Sì  | agosto 2020 | marzo 2022 |
| Core i7 (8 core)  | iMac (2020) | 3.8                  | 8×256         | 16            | 125     | 8                   | Sì | Sì  | agosto 2020 | marzo 2022 |
| Core i9 (10 core) | iMac (2020) | 3.6                  | 10×256        | 20            | 125     | 10                  | Sì | Sì  | agosto 2020 | marzo 2022 |

### Ice Lake
Ice Lake (Sunny Cove) è un chip di decima generazione.
| Processore       | Modello            | Velocità clock (GHz) | Cache L2 (KB) | Cache L3 (MB) | TDP (W) | Core per processore | HT | ITB | Introdotto  | Interrotto    |
| ---------------- | ------------------ | -------------------- | ------------- | ------------- | ------- | ------------------- | -- | --- | ----------- | ------------- |
| Core i3 (2 core) | MacBook Air (2020) | 1.1                  | 2×512         | 4             | 9       | 2                   | Sì | Sì  | marzo 2020  | novembre 2020 |
| Core i5 (4 core) | MacBook Air (2020) | 1.1                  | 4×512         | 6             | 10      | 4                   | Sì | Sì  | marzo 2020  | novembre 2020 |
| Core i5 (4 core) | MacBook Pro (2020) | 2.0                  | 4×512         | 6             | 28      | 4                   | Sì | Sì  | maggio 2020 | ottobre 2021  |
| Core i7 (4 core) | MacBook Air (2020) | 1.2                  | 4×512         | 8             | 10      | 4                   | Sì | Sì  | marzo 2020  | novembre 2020 |
| Core i7 (4 core) | MacBook Pro (2020) | 2.3                  | 4×512         | 8             | 28      | 4                   | Sì | Sì  | maggio 2020 | ottobre 2021  |

## Apple silicon
Fonte:(EN)  https://www.macworld.com/article/670873/which-mac-processor-apple-processor-comparison-m1-vs-intel.html.  Confronto del processore Apple: M1 vs Intel , recuperato il 26-05-2022

### M1

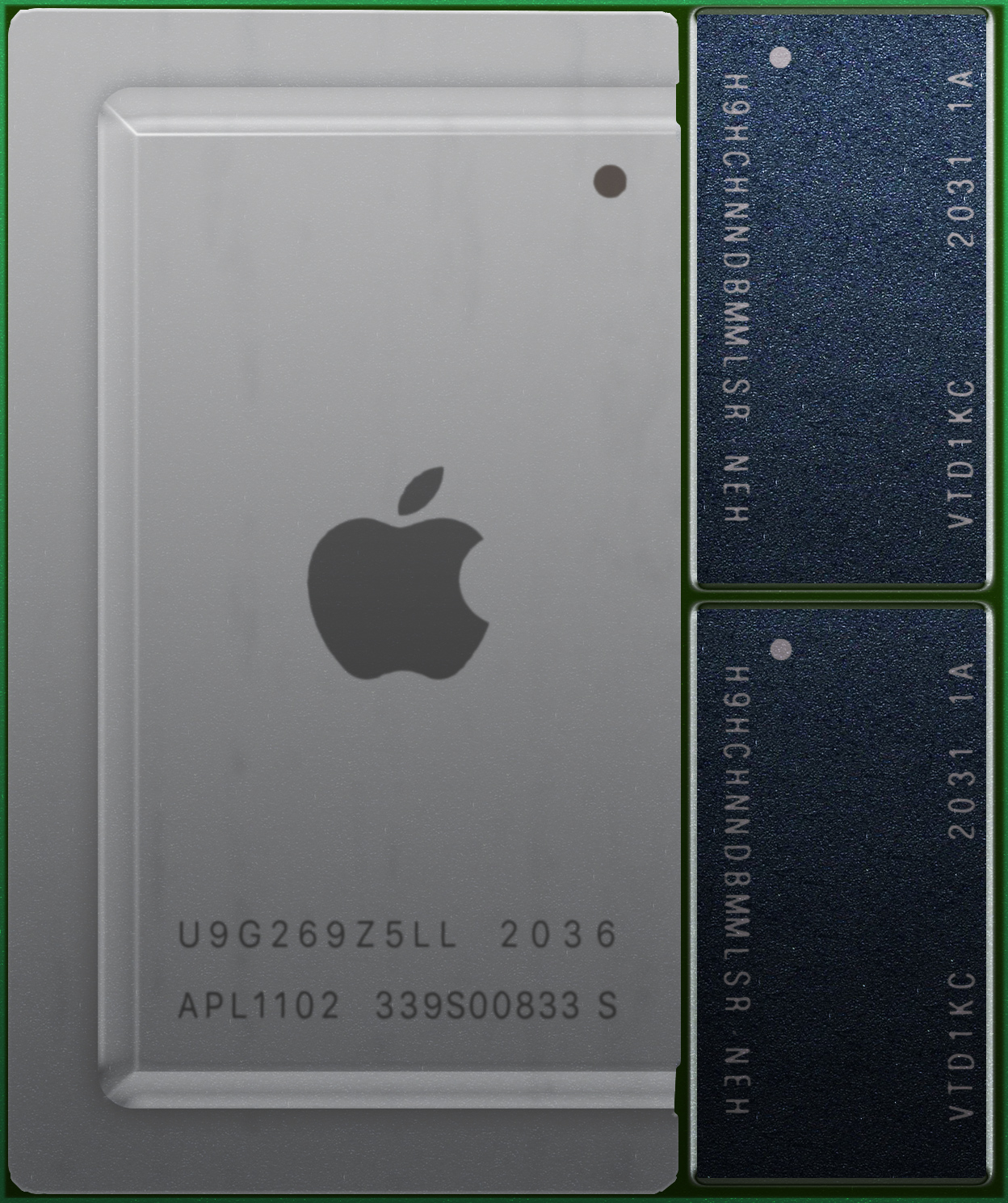
Un processore Apple M1

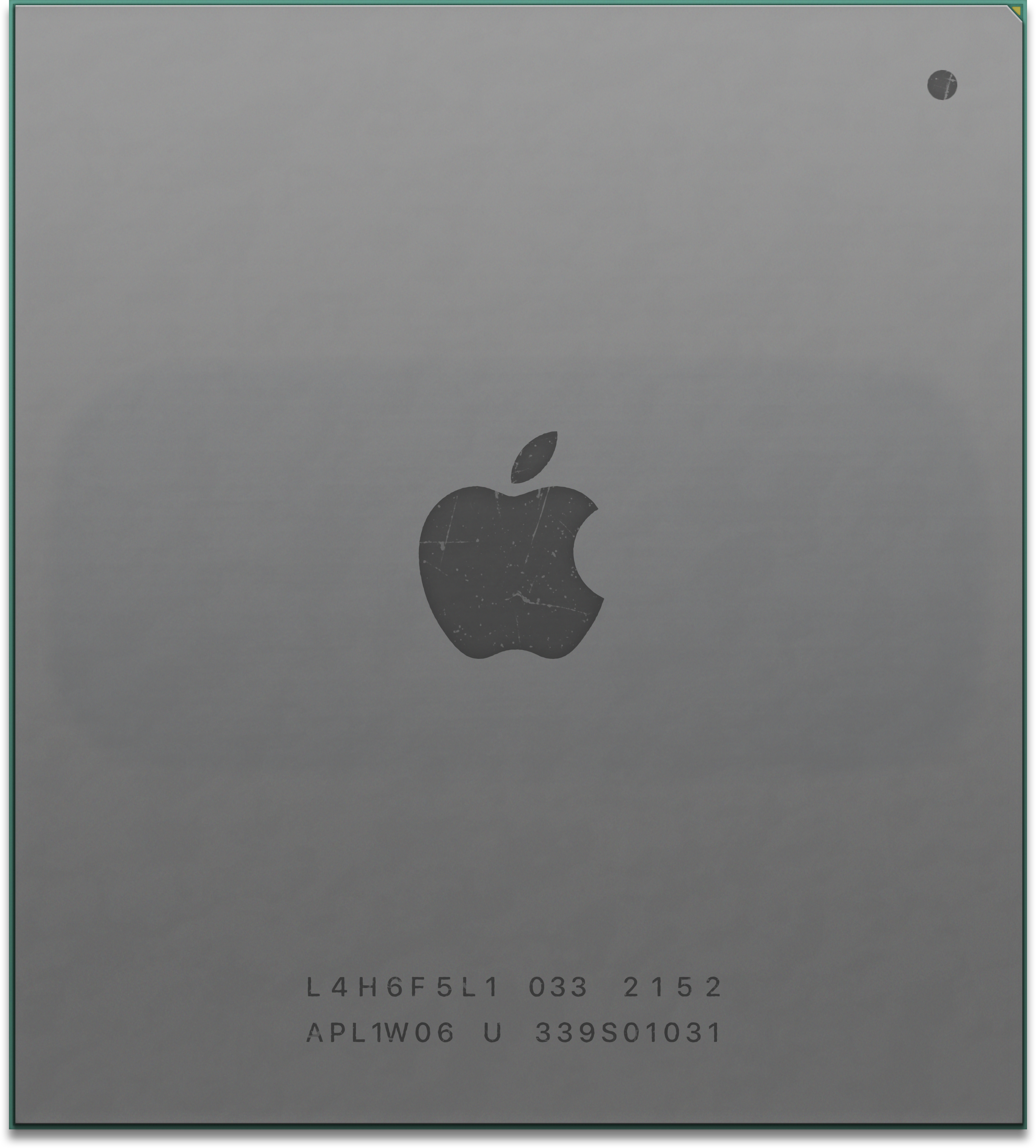
Un processore Apple M1 Ultra

L'M1 è un sistema su un chip fabbricato da TSMC con processo a 5 nm e contiene 16 miliardi di transistor. I suoi core CPU sono i primi ad essere utilizzati in un processore Mac progettato da Apple e i primi a utilizzare l'architettura del set di istruzioni ARM. Dispone di 8 core CPU (4 prestazionali e 4 per l'efficienza), fino a 8 core GPU e 16 core Neural Engine, nonché memoria LPDDR4X con una larghezza di banda di 68 GB/s. I SoC M1 Pro e M1 Max sono fabbricati da TSMC con processo a 5 nm e contengono rispettivamente 33,7 e 57 miliardi di transistor. Entrambi hanno 10 core CPU (8 per prestazioni e 2 per l'efficienza) e un motore a 16 core Neural Engine.
L'M1 Pro e l'M1 Max hanno una GPU a 16 e 32 core e un bus di memoria LPDDR5 a 256 e 512 bit che supporta rispettivamente una larghezza di banda di 200 e 400 GB/s. Entrambi i chip sono stati introdotti per la prima volta nel MacBook Pro nell'ottobre 2021.
L'8 marzo 2022 è stato annunciato l'M1 Ultra, un processore che combina due chip M1 Max in un unico package. Inizialmente è disponibile esclusivamente nelle varianti di fascia alta di Mac Studio ed è stato rilasciato contemporaneamente il 18 marzo 2022. Tutti i parametri dei processori M1 Max sono raddoppiati nei processori M1 Ultra, in quanto sono essenzialmente due chip M1 Max che operano in parallelo; sono, tuttavia, confezionati come un package di processori (di dimensioni maggiori rispetto al processore Socket AM4 AMD Ryzen) e visti come un processore M1 Ultra in macOS.
| Chip           | Modello                                                              | Core per CPU | Core per GPU | Core per NPU | Introdotto    | Interrotto   |
| -------------- | -------------------------------------------------------------------- | ------------ | ------------ | ------------ | ------------- | ------------ |
| Apple M1       | iMac (24 pollici, M1, 2021)                                          | 8            | 7–8          | 16           | maggio 2021   | attuale      |
| Apple M1       | Macmini (M1, 2020)                                                   | 8            | 8            | 16           | novembre 2020 | gennaio 2023 |
| Apple M1       | MacBook Air (M1, 2020)                                               | 8            | 7–8          | 16           | novembre 2020 | attuale      |
| Apple M1       | MacBook Pro (13 pollici, M1, 2020)                                   | 8            | 8            | 16           | novembre 2020 | giugno 2022  |
| Apple M1 Pro   | MacBook Pro (14 pollici, 2021)                                       | 8–10         | 14–16        | 16           | ottobre 2021  | gennaio 2023 |
| Apple M1 Pro   | MacBook Pro (16 pollici, 2021)                                       | 10           | 16           | 16           | ottobre 2021  | gennaio 2023 |
| Apple M1 Max   | MacBook Pro (14 pollici, 2021) <br /> MacBook Pro (16 pollici, 2021) | 10           | 24–32        | 16           | ottobre 2021  | gennaio 2023 |
| Apple M1 Max   | Mac Studio (2022)                                                    | 10           | 24–32        | 16           | marzo 2022    | giugno 2023  |
| Apple M1 Ultra | Mac Studio (2022)                                                    | 20           | 48–64        | 32           | marzo 2022    | giugno 2023  |

### M2
L'M2 è un "sistema su un chip" (system on a chip) fabbricato da TSMC su un processo a 5 nm, contenente 20 miliardi di transistor. Dispone di 8 core CPU (4 per prestazioni e 4 per l'efficienza), fino a 10 core GPU e 16 core per il Neural Engine, nonché memoria LPDDR5 con una larghezza di banda di 100 GB/s. I SoC M2 Pro e M2 Max sono fabbricati da TSMC con un processo a 5 nm e contengono rispettivamente 40 e 67 miliardi di transistor. Entrambi hanno 12 core CPU (8 per prestazioni e 4 per l'efficienza) e un Neural Engine a 16 core.
M2 Pro e M2 Max hanno una GPU a 19 e 38 core e un bus di memoria LPDDR5 a 256 e 512 bit che supporta rispettivamente una larghezza di banda di 200 e 400 GB/s. Entrambi i chip sono stati introdotti per la prima volta nel MacBook Pro nel gennaio 2023.
M2 Ultra è un processore che combina due die M2 Max in un unico pacchetto. È disponibile nelle varianti di fascia alta di Mac Studio e Mac Pro, entrambe rilasciate il 13 giugno 2023.
| Chip           | Modello                                                       | Core per CPU | Core per GPU | Core per NPU | Introdotto   | Interrotto |
| -------------- | ------------------------------------------------------------- | ------------ | ------------ | ------------ | ------------ | ---------- |
| Apple M2       | MacBook Air (13 pollici, M2, 2022)                            | 8            | 8–10         | 16           | luglio 2022  | attuale    |
| Apple M2       | MacBook Air (15 pollici, M2, 2023)                            | 8            | 10           | 16           | giugno 2023  | attuale    |
| Apple M2       | MacBook Pro (13 pollici, M2, 2022)                            | 8            | 10           | 16           | giugno 2022  | attuale    |
| Apple M2       | Mac mini (2023)                                               | 8            | 10           | 16           | gennaio 2023 | attuale    |
| Apple M2 Pro   | Mac mini (2023)                                               | 10–12        | 16–19        | 16           | gennaio 2023 | attuale    |
| Apple M2 Pro   | MacBook Pro (14 pollici, 2023)                                | 10–12        | 16–19        | 16           | gennaio 2023 | attuale    |
| Apple M2 Pro   | MacBook Pro (16 pollici, 2023)                                | 12           | 19           | 16           | gennaio 2023 | attuale    |
| Apple M2 Max   | MacBook Pro (14 pollici, 2023) MacBook Pro (16 pollici, 2023) | 12           | 30–38        | 16           | gennaio 2023 | attuale    |
| Apple M2 Max   | Mac Studio (2023)                                             | 12           | 30–38        | 16           | giugno 2023  | attuale    |
| Apple M2 Ultra | Mac Studio (2023)                                             | 24           | 60–76        | 32           | giugno 2023  | attuale    |
| Apple M2 Ultra | Mac Pro (2023)                                                | 24           | 60–76        | 32           | giugno 2023  | attuale    |